# Koninklijke Landmacht

Vlag van de Koninklijke Landmacht.

De Koninklijke Landmacht (KL) is de landmacht van het Koninkrijk der Nederlanden en onderdeel van de Nederlandse krijgsmacht naast de Koninklijke Marine (KM), de Koninklijke Luchtmacht (KLu) en de Koninklijke Marechaussee (KMar). In september 2024 telde de Koninlijke Landmacht 16.766 beroepsmilitairen, 4.405 reservisten en 3.783 burgermedewerkers.
De Koninklijke Landmacht werd op 9 januari 1814 opgericht, echter dateren de wortels van het leger terug tot het jaar 1572, toen het Staatse leger het geboortelicht zag. Hiermee is de landmacht een van de oudste staande legers ter wereld. De landmacht vocht in de Napoleontische oorlogen, de Tweede Wereldoorlog, de Politionele acties, Koreaoorlog en stond zij aan zij met NAVO-bondgenoten aan de West-Duitse grens tijdens de Koude Oorlog. Ook vocht de landmacht sinds het einde van de Koude Oorlog in de Irakoorlog en Afghanistanoorlog, en werd er bijgedragen aan meerdere VN-vredesmissies als UNIFIL in Libanon, UNPROFOR in Bosnië-Herzegovina en MINUSMA in Mali.
De taken van de landmacht zijn vastgelegd in de Nederlandse Grondwet: het beschermen van het Koninkrijk en (bondgenootschappelijk) grondgebied, het beschermen en bevorderen van de internationale rechtsorde en het ondersteunen van (lokale) overheden bij rechtshandhaving, rampenbestrijding en humanitaire hulp, nationaal en internationaal. Militairen van de landmacht zweren trouw aan de Koning, maar de landmacht heeft geen grondwettelijke opperbevelhebber; de regering heeft het gezag over eventuele inzetten. In de dagelijkse praktijk wordt de Koninklijke Landmacht geleid en bestuurd door de commandant Landstrijdkrachten (C-LAS).

## Geschiedenis

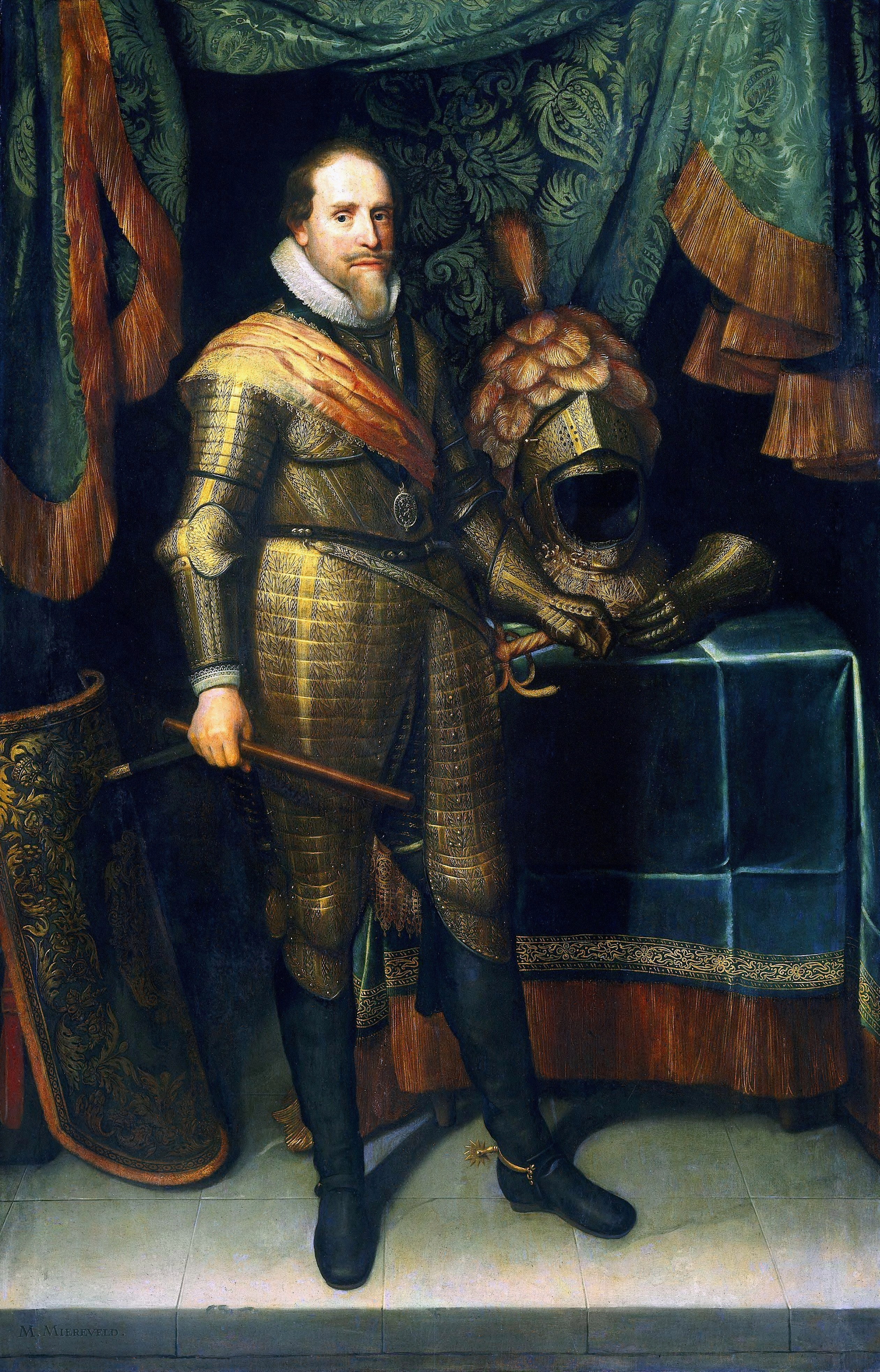
Prins Maurits van Oranje afgebeeld door Michiel van Mierevelt, omstreeks 1613.

### Oorsprong
Ondanks dat de Koninklijke Landmacht het jaar 1814 als geboortejaar heeft bestempeld, zijn de origines van het krijgsmachtdeel rechtstreeks terug te leiden tot de oprichting van het Staatse leger van de Republiek der Zeven Verenigde Nederlanden, gedurende de beginjaren van de Tachtigjarige Oorlog. Onder leiding van stadhouder Willem van Oranje werd het Staatse leger sterk geprofessionaliseerd. Zo werd de soldij verhoogd, militaire discipline aangescherpt en werden de compagnieën verkleind. Deze professionalisering zette voort onder de kundige leiding van Maurits van Oranje en Willem Lodewijk van Nassau-Dillenburg. Het Staatse leger groeide onder hun leiding, met roemruchte overwinningen als de Slag bij Nieuwpoort, uit tot een geduchte en zeer innovatieve krijgsmacht. In de 17e en 18e eeuw vocht het Staatse leger onder meer in de Zweeds-Nederlandse Oorlog, de Hollandse Oorlog, de Negenjarige Oorlog, de Spaanse Successieoorlog, de Oostenrijkse Successieoorlog en de Franse revolutionaire en napoleontische oorlogen. Zo was een significante ontwikkeling de wijze waarop de troepen werden getraind; prins Maurits greep terug op de erfenis van de Oud-Grieks legers en liet zijn troepen eindeloos exerceren om zo de onderlinge samenwerking en de militaire effectiviteit te vergroten. Verder perfectioneerde prins Maurits, vaak in samenwerking met militair ingenieurs als Simon Stevin, tactieken omtrent het uitvoeren van belegeringen. Een andere innovatieve ontwikkeling van het Staatse leger was dat de strijdkrachten ook gedurende vredestijd in dienst van het leger bleven en ook doorbetaald werden. Zo ontstond een van de eerste staande legers. Ook onder bevel van Frederik Hendrik van Oranje werden de succesvolle tactieken voor belegeringen voortgezet, bijvoorbeeld bij het Beleg van 's-Hertogenbosch.

### Bataafse periode (1795–1810)
Als gevolg van de Franse verovering werd het Staatse leger vervangen door het leger van de Bataafse Republiek in 1795, dit leger werd in 1806 opgevolgd door het leger van het Koninkrijk Holland. Dit leger vocht mee om langszij de Fransen de Brits-Russische expeditie naar Noord-Holland in 1799 af te slaan, en vocht tevens mee in verschillende slagen in Duitsland, Oostenrijk en Spanje tussen 1800 en 1810. Tijdens deze oorlogen vergaarde in het bijzonder het Korps Rijdende Artillerie roem met haar inzet bij de Slag bij Friedland in 1807, de verovering van Stralsund in 1807 en 1809, en de bijdrage van de Nederlandse troepen gedurende de Spaanse Onafhankelijkheidsoorlog tussen 1808 en 1810.

### De Franse Tijd (1810-1814)
Het onafhankelijke leger werd in 1810 ontbonden als gevolg van de beslissing van keizer Napoleon om Nederland in het Franse keizerrijk in te lijven ("La Hollande est reunie à l'Empire"); Nederlandse legereenheden werden als zodanig onderdeel van Franse Grande Armée waardoor bijvoorbeeld het huidige Franse 126e Infanterieregiment Nederlandse wortels heeft. Als gevolg van de inlijving werden Nederlandse troepen ingezet bij de rampzalig verlopen Veldtocht van Napoleon naar Rusland in 1812. Doch vergaarde Nederlandse troepen aanzien als gevolg van hun effectieve en innovatieve optreden; zo werd het optreden van de pontonniers in de compagnie geleid door George Diederich Benthien bij de Slag aan de Berezina een befaamd voorbeeld van innovatieve oorlogsvoering. Uit onderzoek is gebleken dat circa de helft van het Nederlandse contingent van de Grande Armée de oorlog overleefde.

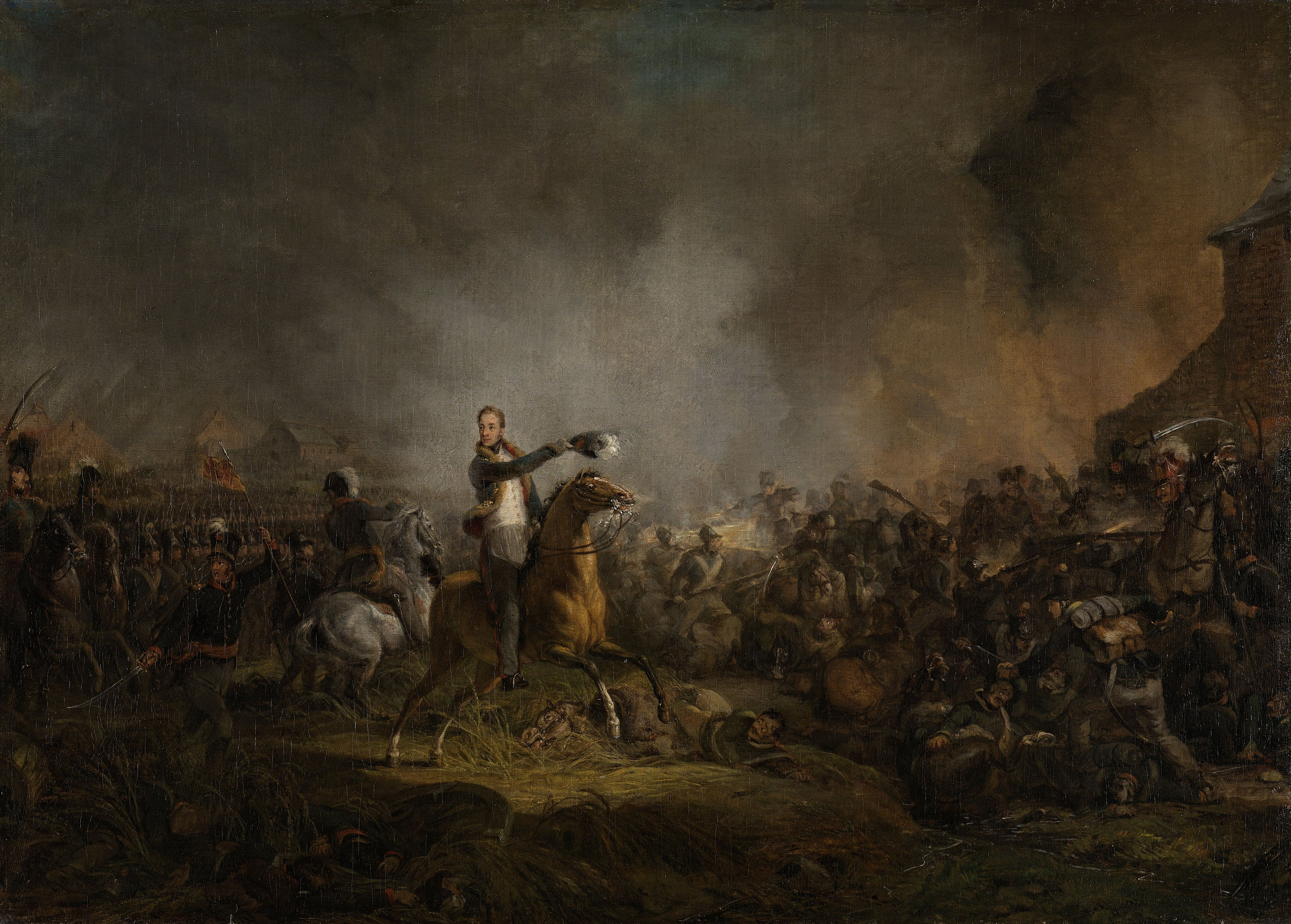
Koning Willem II bij de Slag bij Quatre-Bras, 1815.

### Koninkrijk der Nederlanden (1814-1914)
In het begin van 1813 kwamen Orangisten, volgend op een periode van bestuurlijk verval, in fel verzet tegen het Napoleontische regime. Na de landing van prins Willem Frederik van Oranje te Scheveningen in 1813, de gebeurtenis die wordt gezien als de grondlegging van het Koninkrijk der Nederlanden, sloten verschillende milities en veteranen uit het Staatse leger van de Republiek der Zeven Verenigde Nederlanden zich bij de prins aan. Op 9 januari 1814 werd door de prins - de latere Koning Willem I - de Staande Armée opgericht; op deze dag wordt sindsdien de verjaardag van de Koninklijke Landmacht gevierd. Tevens werd de uit dienstplichtigen bestaande Nationale Militie opgericht. Al snel zou het jonge leger slag moeten leveren. In 1814 hielden de latere Koning Willem II en zijn generaals, de Constant Rebecque en de Perponcher, ondanks een grote Franse overmacht stand tijdens de Slag bij Quatre-Bras. In 1815 droeg de landmacht in de Slag bij Waterloo, wederom onder leiding van de latere Koning Willem II, bij aan de definitieve val van Napoleon en het Franse Keizerrijk.
In 1830 werd het leger ingezet om de Belgische Opstand te onderdrukken. Na verschillende militaire successen gedurende de Tiendaagse Veldtocht in 1831, werd de landmacht door een dreigende interventie van Frankrijk alsnog gedwongen zich terug te trekken.

### Wereldoorlogen (1914-1945)

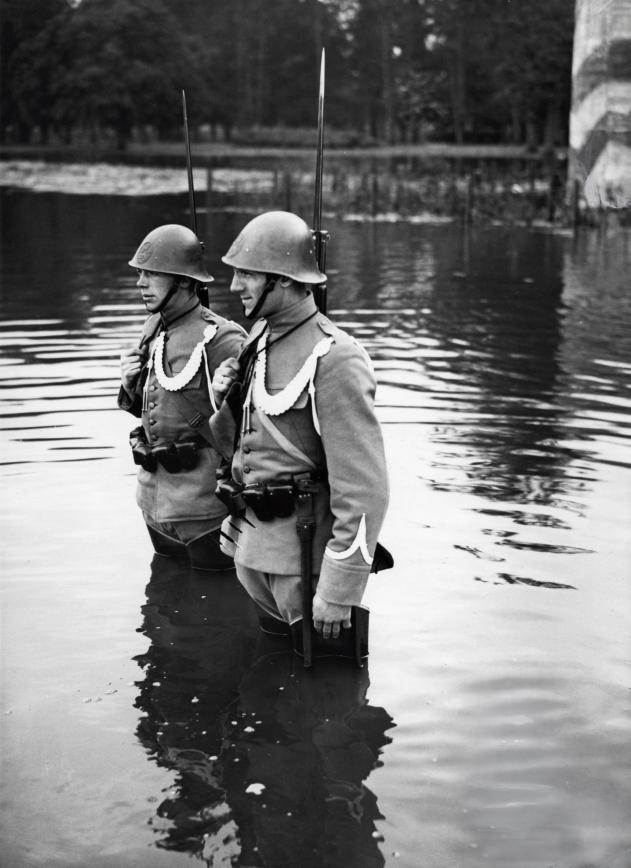
Leden van het Korps Politie-troepen in lieslaarzen op wacht in het inundatiegebied van de Nieuwe Hollandse Waterlinie tijdens de mobilisatie, november 1939.

Na de Belgische afscheiding koos het Koninkrijk voor neutraliteit op het wereldtoneel. Ook tijdens de Eerste Wereldoorlog werd deze neutrale opstelling gehandhaafd. Echter werd de neutraliteit van het Koninkrijk niet door de Europese grootmachten gegarandeerd, noch was de neutraliteitspolitiek opgenomen in de Nederlandse grondwet. Het vertrouwen in neutraliteit berustte op de overtuiging dat de strategische positie tussen het Duitse Keizerrijk, Duits-bezet België en het Verenigd Koninkrijk de veiligheid waarborgde. De militaire verdedigingsstrategie was grotendeels geënt op de effectiviteit van de Nieuwe Hollandse Waterlinie. Wel werd naar aanleiding van het uitbreken van de Frans-Duitse Oorlog in 1870 en de Eerste Wereldoorlog in 1914 de landmacht meermaals gemobiliseerd.
Aan de figuurlijke vooravond van het begin van de Tweede Wereldoorlog was het zwaartepunt van de landmacht gepositioneerd rondom de Vesting Holland, het strategische kerngebied voor de Nederlandse landsverdediging. Na de Duitse aanval op Nederland in 1940, die kwam als een grote schok voor het Nederlandse volk, kon de neutraliteitspolitiek niet worden voortgezet en werd er strijd geleverd door de Nederlandse landmacht. Ondanks hevige tegenstand tegen de enorme Duitse overmacht, onder andere bij de Slag om de Afsluitdijk, de Slag om Den Haag en de Strijd om de Maasbruggen in Rotterdam, werd Nederland na het vernietigende bombardement op Rotterdam en de dreiging tot bombardement op Utrecht op 15 mei 1940 gedwongen tot capitulatie.
Gedurende de Duitse bezetting werd de Koninklijke Landmacht ontbonden. Echter gaat marine-, landmacht- en luchtmachtpersoneel tijdens de oorlog door met de strijd tegen Duitse bezettingsmacht. Zij doen dit vanaf vreemd grondgebied in geallieerd verband, zoals de Prinses Irene Brigade en No. 2 Dutch Troop (voorloper van het Korps Commandotroepen), of door middel van ondergrondse verzetsbewegingen. Ook leverden militairen van de Koninklijke Landmacht strijd tegen de Japanners tijdens oorlog in Nederlands-Indië. De hedendaagse landmacht komt voort uit de parate troepen die ingezet werden sinds de bevrijding van zuidelijke delen van Nederland in 1944. Ook was de landmacht voornemens een leger, bestaande uit 200.000 troepen, te leveren om bij te dragen aan de definitieve val van Nazi-Duitsland en het Japanse Keizerrijk.

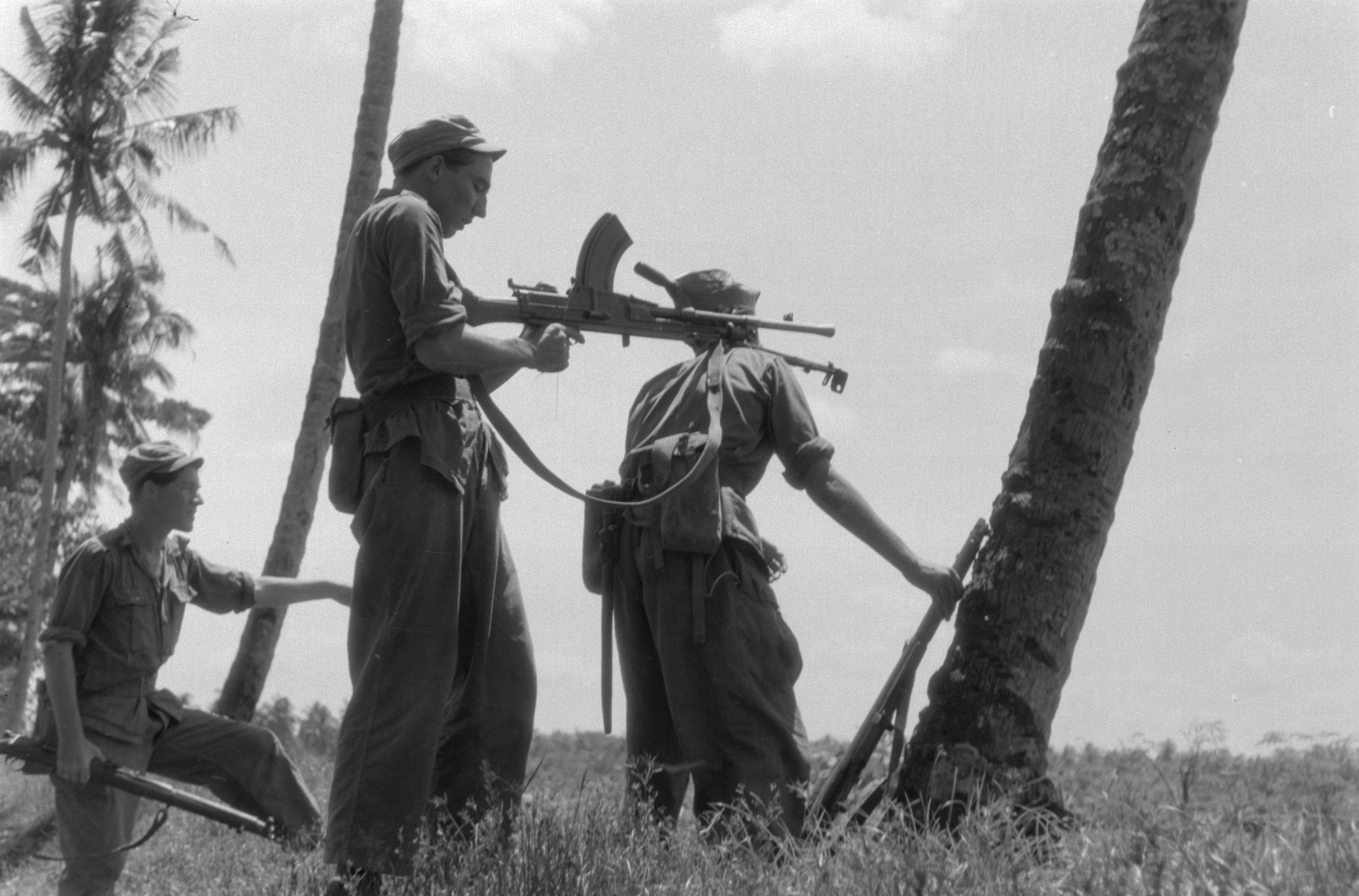
Militairen van het 15e Regiment Infanterie en het 12e Regiment Veldatillerie in opmars op Oost-Java in 1948, de Bren-schutter richt zijn wapen.

### Dekolonisatie en Koude Oorlog (1945-1991)

#### Nederlands-Indië
Tussen 1945 en 1949 werd de Koninklijke Landmacht, aanvankelijk vooral bestaand uit oorlogsvrijwilligers (OVW'ers) en later ook uit grote aantallen dienstplichtigen, op grote schaal ingezet tijdens de Politionele Acties. Om in Nederlands-Indië het gezag, de orde en de rust te herstellen werd in 1946 de expeditionaire legermacht Eerste Divisie "7 December" opgericht. In totaal werden tussen 1945 en 1949 zo'n 25.000 oorlogsvrijwilligers en 95.000 dienstplichtigen naar Nederlands-Indië uitgezonden. 4.751 Nederlandse militairen sneuvelden gedurende het conflict.

#### Korea
Gedurende de Koreaoorlog (1950-1953) maakten landmachtmilitairen onderdeel uit van het in totaal 4748 man sterke Nederlands Detachement Verenigde Naties. Dit detachement omvatte tevens militairen afkomstig van de Koninklijke Marine en het Korps Mariniers, en leverde strijd tegen troepen van de communistische staten Noord-Korea en de Volksrepubliek China. 122 Nederlandse militairen sneuvelden in de strijd en 3 militairen raakten vermist.

#### Koude Oorlog

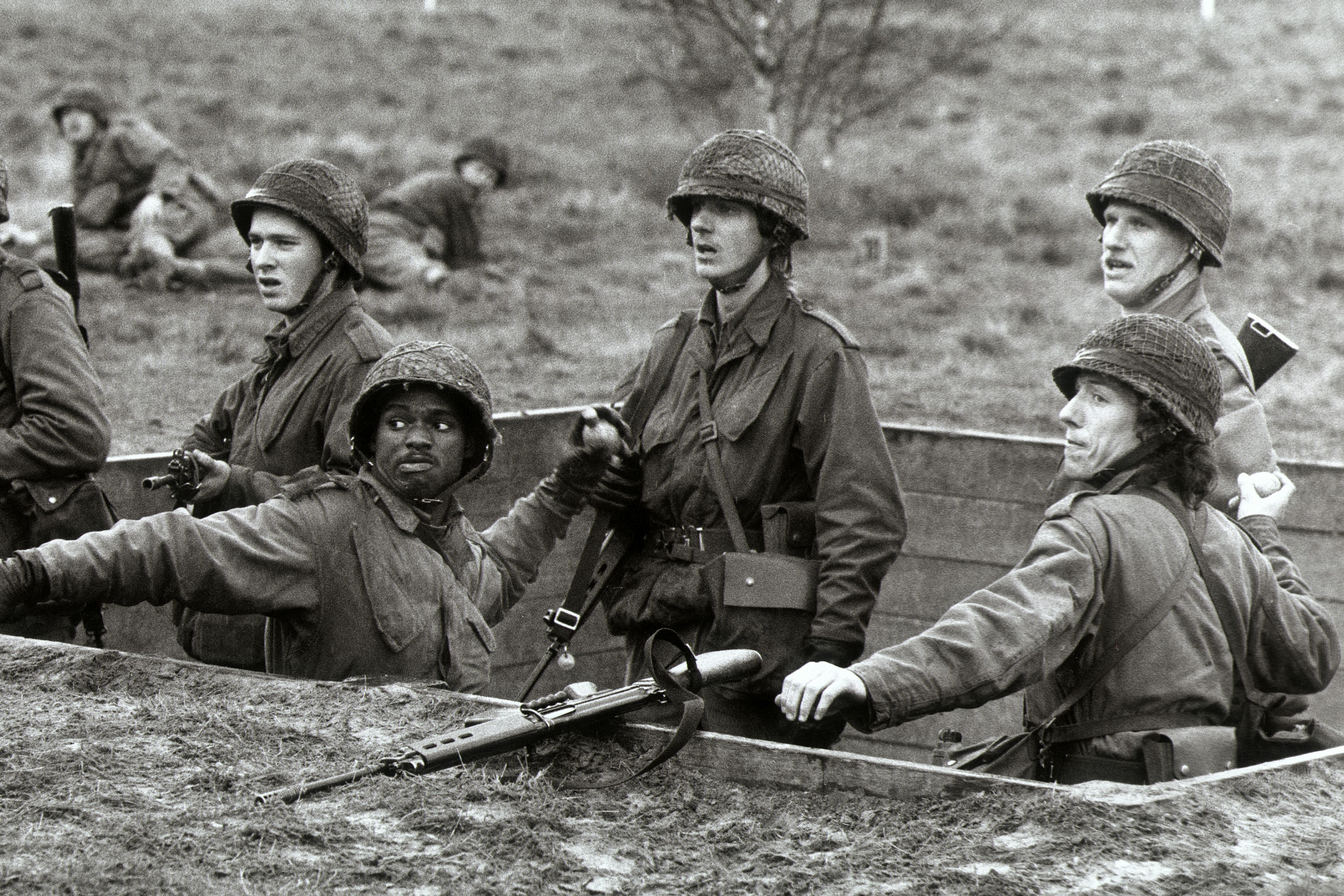
Dienstplichtigen werpen oefengranaten vanuit een loopgraaf, 1985.

Kort na de Tweede Wereldoorlog werd de landmacht georganiseerd in een legerkorps van 5 divisies, waarvan 1 paraat en 4 mobilisabel zouden worden. Later werd een aangepaste organisatie overwogen van 2 legerkorpsen, elk met één parate en één mobilisabele divisie. Uiteindelijk kwam in de jaren 1960 een organisatie tot stand van één legerkorps (het 1e Legerkorps) met 2 parate (de 1e en de 4e divisie) en 1 mobilisabele (de 5e) divisie. De mobilisabele divisie bestond aanvankelijk overwegend uit infanterietroepen, maar werd begin jaren 1970 gemechaniseerd.
Naast het 1e Legerkorps kende de landmacht nog het Nationaal Territoriaal Commando (NTC), het Nationaal Logistiek Commando (NLC), het Geneeskundig Commando (GCKL), en het Commando Opleidingen (COKL) en het "Commando Verbindingen Koninklijke Landmacht" (CVKL). De divisies van het legerkorps bestonden alle uit 1 pantser- en 2 pantserinfanteriebrigades. Op korpsniveau was er daarnaast nog het Legerkorps Artillerie, bestaande uit 3 veldartilleriegroepen en een luchtdoelartilleriegroep en 1 mobilisabele infanteriebrigade.
Het NTC telde 2 mobilisabele infanteriebrigades en enkele mobilisabele infanteriebataljons. En het Korps Nationale Reserve die per provincie vielen onder de PMC Provinciaal Militair Commandant. De organisatie van de landmacht stond in die periode geheel in het teken van de Koude Oorlog, reden waarom in de jaren 1950 en 1960 massaal gemechaniseerd en gepantserd werd. Eind jaren 1980 telde de landmacht 913 tanks, enkele duizenden stuks pantserinfanterievoertuigen en ruim 400 stuks gemechaniseerde artillerie.De landmacht leunde in die periode zwaar op de dienstplicht. Zo'n 40.000 dienstplichtigen werden per jaar voor eerste oefening opgeroepen en nog eens ca. 10.000 voor herhalingsoefeningen. De parate sterkte bedroeg tot in de jaren 1980 ongeveer 65.000 personen en na mobilisatie werden dat er ruim 210.000.
Vanaf 1979 werden Nederlandse dienstplichtigen van de Koninklijke Landmacht uitgezonden naar Libanon als onderdeel van de aldaar aanwezige internationale troepenmacht, 1979-1985 UNIFIL. Van de in totaal 9.804 uitgezonden militairen sneuvelden er 9.

### Recente geschiedenis (1989-heden)

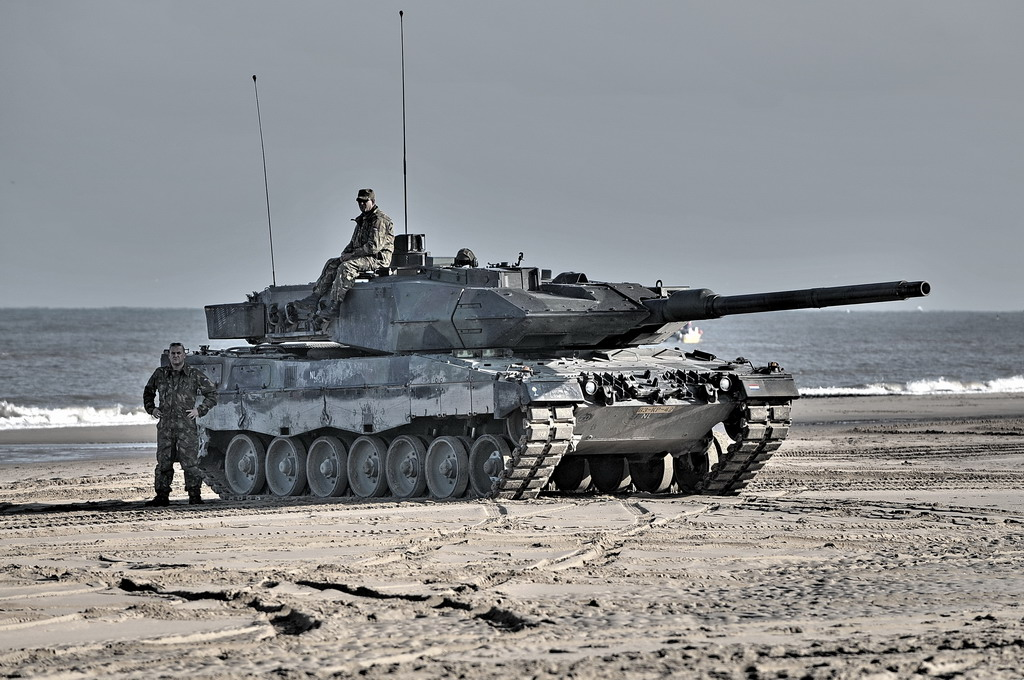
Leopard 2 tank op het strand van Scheveningen, 2008.

De val van het IJzeren Gordijn in 1989 heeft voor de krijgsmacht als geheel, maar vooral voor de landmacht grote gevolgen gehad. De dienstplicht werd de facto afgeschaft, de organisatie werd omgevormd naar een professioneel beroepsleger en veel overbodig materieel werd afgestoten.
Er werd een luchtmobiele brigade opgericht. De samenwerking met andere landen, met name met Duitsland, werd geïntensiveerd. Het Nederlandse 1e legerkorps werd opgeheven en in plaats daarvan werd samen met Duitsland een legerkorps gevormd, het Eerste Duits-Nederlandse Legerkorps, waaraan beide landen een divisie bijdroegen: Nederland de Eerste Divisie "7 december" en Duitsland de 7. Panzerdivision.
Begin 2004 werd ook de Nederlandse 1e divisie opgeheven en werd het legerkorpshoofdkwartier omgevormd tot een hoofdkwartier dat kan worden ingezet als "High Readiness Forces Headquarters" (HRFHQ), een snel inzetbare NAVO-strijdmacht op Legerkorpsniveau. Nederland levert een deel van het personeel van het hoofdkwartier, een deel van het staf-ondersteuningsbataljon en een deel van het CIS-bataljon (Communicatie- en Informatiesystemen).

#### Bosnië (voormalig Joegoslavië)
Tussen 1992-1995 werden Nederlandse landmachtmilitairen uitgezonden naar Bosnië en Kroatië om, als onderdeel van de VN-vredesmacht UNPROFOR, het escalerende etnische geweld gedurende de Bosnische Oorlog te beteugelen. Drie infanteriebataljons (bekend als Dutchbats) van de destijds recent opgerichte 11 Luchtmobiele Brigade werden opeenvolgend uitgezonden om de VN-veilige gebieden af te weren van mogelijke dreigingen.
Verder zijn er meerdere ondersteunende eenheden naar het conflictgebied gestuurd onder de vlag van UNPROFOR. Zo leverde Nederland een verbindingsbataljon, dat communicatie verzorgde voor verschillende vestigingen van UNPROFOR. Er werd een bi-nationaal Nederlands-Belgisch transportbataljon voor humanitaire hulpverlening, verdeeld in verschillende compagnieën, in Busovača, Santici en Pančevoen ondergebracht. Verder bleven er verschillende logistieke eenheden ter ondersteuning van het transportbataljon achter in de Kroatische hoofdstad Zagreb en de stad Split. Ook de Dutchbats hadden hun eigen logistieke eenheid: het Support Command.
De missie werd berucht vanwege de Val van Srebrenica waarbij Bosnisch-Servische troepen onder bevel van generaal Ratko Mladić, inmiddels veroordeeld tot een levenslange gevangenisstraf wegens deelname aan genocide, misdaden tegen de menselijkheid en oorlogsmisdrijven, de stad Srebrenica binnendrongen en vervolgens een groot deel van de daar aanwezige moslimmannen en -jongens deporteerden en vermoordden.
Na de val van Srebrenica bleven de meeste ondersteunende eenheden achter, maar werd Dutchbat III (de derde lichting van de 11 Luchtmobiele brigade) terug naar Nederland gestuurd. Dutchbat Griffin IV, een infanteriecompagnie van het regiment Limburgse Jagers, werd in juli 1995 in Simin Han gestationeerd om te helpen bij vluchtelingenopvang. De compagnie bleef daar tot november 1995. In de loop van juli en augustus 1995 arriveerde een versterkte mortiercompagnie van het Korps Mariniers en mortieropsporingsradareenheid van de landmacht. In december 1995 werd de "blauwe" VN-vredesmacht UNPROFOR (naar loop van tijd ook onder de naam UNPF, United Nations Peace Forces) opgeheven en vervangen voor de "groene" NAVO-implementatiemacht IFOR (Implementation Force). In totaal zijn er meer dan 50.000 Nederlandse militairen uitgezonden naar voormalig Joegoslavië. 

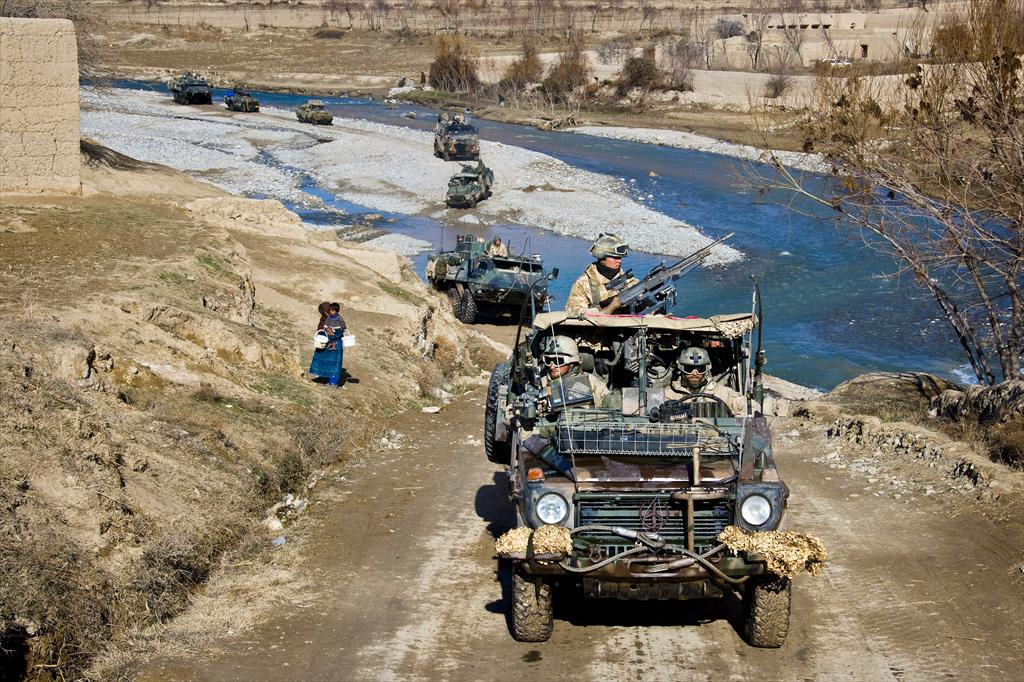
Eenheid 4-1, bestaande uit militairen van 11 Luchtmobiele Brigade, in Patria XA-188 GVV-pantserwagens en Mercedes-Benz 290GD-terreinwagens. De patrouille begeeft zich richting het plaatsje Ferosia, in Uruzgan, januari 2008.

#### Afghanistan
Tussen 2001 en 2003 werd een versterkte landmachtcompagnie uitgezonden naar Afghanistan om te helpen bij het handhaven van de veiligheid in en rond de hoofdstad Kabul. Daarnaast werd er hulp geboden bij de opbouw van een nieuw Afghaans leger en politieapparaat. Deze missie viel onder het gezag van de ISAF.
Vanaf 2006 tot 2010 werden er opnieuw grootschalig Nederlandse eenheden uitgezonden, ditmaal naar het zuiden van Afghanistan. Samen met de Australiërs kreeg Nederland de provincie Uruzgan als area of operations toegewezen. De thuisbases waren in Tarin Kowt (Kamp Holland) en Deh Rawod (Kamp Hadrian). Om deze bases te bouwen werden er eerst vooruitgeschoven troepen, die de Deployment Task Force vormden, ingezet om het gebied rondom de te bouwen bases veilig te stellen. Vervolgens konden genisten de bases opbouwen en werd na voltooiing de Task Force Uruzgan als onderdeel van ISAF operationeel. In tegenstelling tot de eerdere missie in Kabul was de veiligheidssituatie in Zuid-Afghanistan erg dreigend. Gevechtsacties waren noodzakelijk omdat strijders van de Taliban, Al-Qaida en andere groeperingen zeer actief waren. Nederlandse troepen waren betrokken bij een aantal van de meest intensieve gevechtsacties in geheel Zuid-Afghanistan, zo vochten Nederlandse militairen in de Slag bij Chora en Operatie Medusa. Ook special operations forces van het Korps Commandotroepen waren veelvuldig betrokken bij gevechtsoperaties. Medio 2008 waren er, exclusief speciale eenheden, zo'n 1.770 Nederlandse troepen in Uruzgan gestationeerd. Gedurende de missie in Afghanistan sneuvelden 25 Nederlandse militairen.
Vanaf 1 januari 2015 waren zon'n 230 Nederlandse militairen actief binnen de NAVO-missie Resolute Support. Resolute Support had het verder opbouwen van het Afghaanse leger en de Afghaanse politie tot doel. Vanaf 2018 vormden KCT-compagnieën, roterend met NLMARSOF-squadrons, in samenwerking met de Duitse Kommando Spezialkräfte het Special Operations Advisory Team (SOAT) in noordelijk Afghanistan als onderdeel van Resolute Support. Het SOAT was belast met het opleiden van de Afghaanse speciale eenheid Afghan Territorial Force-888 (ATF-888). De commando's verzorgden militaire training en vergezelden de Afghanen tijdens hun operaties om advies te verschaffen, en waar nodig assistentie te verlenen. In mei 2019 verkreeg het SOAT toestemming om in geheel Afghanistan ingezet te worden. In het kader van de Amerikaanse terugtrekking uit Afghanistan kwamen in juni 2021 de laatste Nederlandse militairen terug naar Nederland. Na de Val van Kabul waren landmachtmilitairen (voornamelijk van het Korps Commandotroepen) betrokken bij de evacuatie van vele honderden personen.

#### Irak
Na de invasie van Irak en het verdrijven van Saddam Hoessein door de Verenigde Staten en het Verenigd Koninkrijk, leverde de Nederlandse krijgsmacht tussen 2003 en 2005 vijf battle groups als onderdeel van de multinationale troepenmacht in Irak welke het herstellen van de openbare orde tot doel had. Drie van de vijf rotaties werden gevormd door landmachtmilitairen, twee Nederlandse militairen zijn tijdens de missie gesneuveld.
Van 2015 tot 2018 was het KCT actief in Irak om bij te dragen aan de internationale interventie tegen de Islamitische Staat. Commando's en NLMARSOF-operators verzorgen advice & assistance (A&A) aan het Irakese leger en Peshmerga troepen in noord-Irak, als onderdeel van de Combined Joint Task Force - Operation Inherent Resolve (CJTF-OIR). Tevens trainen de commando's de Iraqi Special Operations Forces in de hoofdstad Baghdad.  Sinds begin 2021 beveiligen Nederlandse militairen, samen met Amerikaanse en Koerdische militairen, Erbil International Airport. Vanaf januari 2022 beveiligen ze ook adviseurs buiten de basis. Medio 2023 zijn er circa 120 Nederlandse troepen in Irak gestationeerd.

#### Mali
Vanaf 2014 namen militairen van het Korps Commandotroepen, in samenwerking met het Korps Mariniers (NLMARSOF) deel aan de MINUSMA-missie in Mali. De Nederlandse bijdrage bestond voornamelijk uit het verzamelen van inlichtingen. Latere rotaties, sinds eind 2016, werden verzorgd door de 11 Luchtmobiele Brigade en de 13 Lichte Brigade. Op 6 juli 2016 kwamen bij een schietoefening met een mortier uitgevoerd door militairen van de 11 Luchtmobiele Brigade twee Nederlandse militairen om het leven en raakte een derde militair zwaargewond. Het rapport van de Onderzoeksraad voor Veiligheid, waarin wordt geconcludeerd dat de veiligheid van de mortiergranaten en de gezondheidszorg bij de Nederlandse missie in Mali niet voldeden, leidde op 3 oktober tot het aftreden van minister van Defensie Jeanine Hennis-Plasschaert en commandant der Strijdkrachten Tom Middendorp. In totaal hebben ongeveer 6000 Nederlandse militairen aan deze missie deelgenomen. In mei 2019 begon de terugtrekking van de laatste 250 militairen.

#### Oostflank NAVO-gebied
Sinds maart 2017 levert de Koninklijke Landmacht per rotatie tussen de 250 en 350 militairen voor de NAVO-battle group die onderdeel is van de enhanced Forward Presence (eFP) in Litouwen. Deze battle group is gevormd naar aanleiding van verhoogde spanningen met Rusland aan de oostflank van het NAVO-gebied en moet landen als Polen en de Baltische staten geruststellen. De battle group bestaat uit multinationale bataljons en staat onder leiding van Duitsland. De Nederlandse militairen zijn afwisselend afkomstig van de 43 Gemechaniseerde Brigade, 13 Lichte Brigade en het VuursteunCommando.
Als reactie op de Russische invasie van Oekraïne draagt de landmacht ook bij aan andere missies in Oost-Europa. Zo levert de landmacht sinds de zomer van 2022, voor 12 maanden 3 keer een rotatie in van 200 militairen binnen de door Frankrijk geleide battlegroup in centraal Roemenië. Ook maakt Nederlands personeel tot eind 2023 onderdeel uit van de Multinational Air Missile Defence Task Force in Slowakije. Deze taakgroep levert een bijdrage aan de luchtverdediging van het oostelijk NAVO-gebied met het Patriot-luchtafweersysteem.

## Huidige organisatie
Sinds november 2005 is de Koninklijke Landmacht geen zelfstandige organisatie met een eigen bevelhebber meer. De operationele eenheden van de landmacht zijn toen opgegaan in het Commando Landstrijdkrachten (CLAS). CLAS is verantwoordelijk voor opleiding, gereedstelling, instandhouding en nazorg. De Commandant Landstrijdkrachten geeft leiding aan dit Commando Landstrijdkrachten. Sinds maart 2024 is dit luitenant-generaal Jan Swillens. De overige onderdelen van de landmacht zijn samengevoegd met soortgelijke onderdelen van marine en luchtmacht in twee ondersteunende defensieonderdelen: het Commando Materieel en IT (Commit) en het Defensie Ondersteuningscommando (DOSCO). Het Commando Landstrijdkrachten is als operationeel commando van de Nederlandse krijgsmacht direct geplaatst onder de Commandant der Strijdkrachten.
De kern van de Koninklijke Landmacht wordt gevormd door drie gevechtsbrigades: 11 Luchtmobiele Brigade, 13 Lichte Brigade en 43 Gemechaniseerde Brigade. Speciale operaties van de landmacht worden uitgevoerd door militairen van het Korps Commandotroepen. Het Operationeel Ondersteuningscommando Land verzorgt voor de gehele landmacht specialistische ondersteuning op alle denkbare gebieden. Opleidingen, bij- en omscholing en cursussen worden verzorgd door het Opleidings- en Trainingscommando. Alle operationele eenheden staan onder het bevel van de Staf Commando Landstrijdkrachten, geleid door de Commandant Landstrijdkrachten.
De inzetbaarheidsdoelstellingen van de Koninklijke Landmacht omvatten de bescherming van het Koninkrijk en bondgenootschappelijke grondgebied, de bescherming en bevordering van de internationale rechtsorde en stabiliteit, en de ondersteuning van civiele autoriteiten bij nationale en internationale rechtshandhaving, rampenbestrijding en humanitaire hulp. Deze doelstellingen zijn vastgelegd in de jaarlijkse Rijksbegroting van het Ministerie van Defensie.

### Personeel
Sinds 1997 is de landmacht een volledig beroepsleger. Nederland kent nog steeds een dienstplicht voor personen vanaf 17 tot 45 jaar, maar sinds 1 mei 1997 is de opkomstplicht uitgesteld en roept Defensie geen nieuwe dienstplichtigen meer op. Sinds 1 januari 2020 geldt de dienstplicht ook voor vrouwen. Alle onderdelen van de landmacht zijn toegankelijk voor vrouwen.
De onderstaande tabel geeft de personeelsaantallen van de Koninklijke Landmacht tussen 2016 en 2022 weer:
| Sterkte Koninklijke Landmacht | Sterkte Koninklijke Landmacht | Sterkte Koninklijke Landmacht | Sterkte Koninklijke Landmacht | Sterkte Koninklijke Landmacht |
| (2016–heden)                  | (2016–heden)                  | (2016–heden)                  | (2016–heden)                  | (2016–heden)                  |
| Jaar                          | Militairen                    | Reservisten                   | Burgers                       | Totaal                        |
| ----------------------------- | ----------------------------- | ----------------------------- | ----------------------------- | ----------------------------- |
| 2016                          | 16.270                        | 3.747                         | 2.215                         | 22.232                        |
| 2017                          | 15.810                        | 3.382                         | 2.357                         | 21.549                        |
| 2018                          | 15.587                        | 3.671                         | 2.630                         | 21.888                        |
| 2019                          | 15.340                        | 3.794                         | 2.795                         | 21.929                        |
| 2020                          | 15.338                        | 3.920                         | 3.079                         | 22.337                        |
| 2021                          | 16.055                        | 4.054                         | 3.261                         | 23.370                        |
| 2022                          | 16.155                        | 4.079                         | 3.310                         | 23.544                        |
| 2023                          | 16.186                        | 4.023                         | 3.308                         | 23.517                        |
| 2024                          | 16.766                        | 4.405                         | 3.783                         | 24.954                        |

### Structuur
- Hoofdkwartier landmacht

De Koninklijke Landmacht wordt aangestuurd vanuit het hoofdkwartier op de Kromhoutkazerne in Utrecht. De Commandant Landstrijdkrachten heeft de leiding, ondersteund door een plaatsvervanger en de Staf Commando Landstrijdkrachten (CLAS). Verder omvat het hoofdkwartier het Kabinet, de Stafgroep, de afdeling Financiën en Control en de Landmachtraad.
- 11 Luchtmobiele Brigade (Oranjekazerne in Schaarsbergen en Johan Willem Frisokazerne in Assen)

11 Luchtmobiele Brigade is een snel inzetbare lichte infanterie gevechtseenheid waarvan de militairen zich te voet, met lichte voertuigen of met helikopters verplaatsen. De brigade is ongeveer 4500 militairen sterk. Luchtmobiele militairen zijn te herkennen aan de rode baret, de rode baret is het internationale herkenningsteken voor para- en luchtlandingstroepen, die zij pas mogen dragen na het voltooien van de intensieve luchtmobiele infanterieopleiding, de Algemene Militaire Opleiding Luchtmobiel (AMOL). De drie infanteriebataljons zijn respectievelijk gespecialiseerd in airborne-, SOF-support- of air assault-optreden. Ook beschikt de brigade over een verkenningseskadron bestaande uit o.a. 2 verkenningspelotons en een pathfinderpeloton dat is gespecialiseerd in het verkennen en uitzetten van landingsplaatsen voor helikopters en dropzones voor parachutisten. Sinds 2014 is de brigade geïntegreerd in de Division Schnelle Kräfte van de Duitse landmacht. De brigade telt circa 4500 militairen.
- 13 Lichte Brigade (Generaal-majoor De Ruyter van Steveninckkazerne in Oirschot)

13 Lichte Brigade is een lichte gemotoriseerde brigade die met pantservoertuigen, zoals de Bushmaster en de Boxer, over grotere afstanden snel inzetbaar is. Eind 2014 is de brigade in haar huidige hoedanigheid ontstaan nadat 13 Gemechaniseerde Brigade werd omgevormd tot 13 Lichte Brigade. De brigade kan worden ingezet voor wereldwijde gevechts- en vredesoperaties en inzet bij rampen en calamiteiten in Nederland. De brigade telt circa 3000 militairen. Sinds 2023 is de brigade geïntegreerd in de 10. Panzerdivision van de Duitse landmacht.
- 43 Gemechaniseerde Brigade (Johannes Postkazerne in Havelte)

43 Gemechaniseerde Brigade is een gemechaniseerde brigade waarvan gepantserde voertuigen de kern vormen. Het infanteriegevechtsvoertuig CV90, de Leopard 2A6-tank en het Fennek-verkenningsvoertuig stellen de brigade in staat om in alle soorten terrein en over grote afstand op te treden. Sinds 2016 is de brigade geïntegreerd in de 1. Panzerdivision van de Duitse landmacht. Tegelijkertijd kwam het Duits-Nederlandse 414 Tankbataljon, bestaande uit 4 tankeskadrons waarvan 3 Duits en 1 Nederlands, onder Nederlands commando te staan. Hiermee kreeg de Koninklijke Landmacht weer de beschikking over de Leopard 2-gevechtstank. De brigade telt circa 3000 militairen.
- Korps Commandotroepen (Engelbrecht van Nassaukazerne in Roosendaal)

Het Korps Commandotroepen (KCT) is de speciale eenheid, ook bekend als Special Operations Forces (SOF)-eenheid, van de Koninklijke Landmacht. Het KCT is verantwoordelijk voor de uitvoering van het gehele spectrum aan speciale operaties. Het korps bestaat uit vier commandotroepencompagnieën, een opleidingscompagnie, een SOF Support-compagnie en een early forward presence-compagnie. Een commandotroepencompagnie bestaat uit verschillende commandoploegen die zijn gespecialiseerd in optreden in waterrijke gebieden, bergachtig terrein of parachutespringen. Een commandoploeg bestaat vaak uit 8 man (2 gewondenverzorgers, 2 sluipschutters, 2 springstof- en 2 communicatiespecialisten).
- Eerste Duits-Nederlandse Legerkorps (Münster, Eibergen en Garderen)

Het Eerste Duits-Nederlandse Legerkorps is een NAVO-hoofdkwartier met een sterkte van 400 militairen voor landoperaties aangestuurd door Duitsland en Nederland. Het hoofdkwartier van het Eerste Duits-Nederlandse Legerkorps bevindt zich in Münster en heeft nevenlocaties in Eibergen en Garderen. Het korps dient in staat te zijn om in een crisisgebied een internationale troepenmacht van ruim 50.000 militairen aan te sturen. Het korps kan zich binnen 20 dagen binnen of buiten het NAVO-gebied ontplooien.
- Defensie Grondgebonden Luchtverdedigingscommando (Luitenant-generaal Bestkazerne in Vredepeel)

Het Defensie Grondgebonden Luchtverdedigingscommando (DGLC) is een joint commando dat vanaf de grond Nederlandse en bondgenootschappelijke vitale objecten, eenheden en gebieden tegen vliegtuigen, helikopters, kruisvluchtwapens en ballistische raketten beschermt. Het commando werkt met een geïntegreerde bezetting van land- en luchtmacht personeel dat de Patriot-, NASAMS- en Stinger-luchtverdedigingssystemen bedient.De eenheid bestaat uit ongeveer 900 land- en luchtmachtmilitairen.
- Operationeel Ondersteuningscommando Land (Frank van Bijnenkazerne en Koning Willem III-kazerne in Apeldoorn)

Het Operationeel Ondersteuningscommando Land (OOCL) is het commando waarbinnen een breed scala aan operationele ondersteuningseenheden is samengebracht. Met een sterkte van circa 5000 personen is het OOCL de grootste eenheid binnen de landmacht.
- Materieellogistiek Commando Land (Kromhoutkazerne in Utrecht)

Het Materieellogistiek Commando Land (MatlogCo) verzorgt het onderhoud en de instandhouding van alle grondgebonden systemen van de krijgsmacht en adviseert bij de aanschaf van nieuw materieel en het verbeteren van bestaande landsystemen. Tevens fungeert de eenheid als expertisecentrum voor specialistisch onderhoud aan deze systemen. De personele sterkte van het MatlogCo bedraagt circa 1300 medewerkers.
- Opleidings- en Trainingscommando (Bernhardkazerne in Amersfoort)

Het Opleidings- en Trainingscommando (OTCo) verzorgt het grootste deel van de opleidingen binnen de Nederlandse landmacht. Ook verzorgt het commando bepaalde opleidingen voor de overige krijgsmachtdelen. De opleidingen variëren van individuele opleidingen tot de ondersteuning van eenheden bij trainingen, waarbij gebruik wordt gemaakt van simulatiesystemen en observers/trainers. Het OTCo heeft opleidingscentra in onder meer Amersfoort, Eindhoven, Soesterberg en Vught.

### Internationale samenwerking
De landmachtdoctrine legt een sterke nadruk op bi- en internationale samenwerking. Nederland treedt als medeoprichter van de NAVO geregeld op in NAVO-missies als de International Security Assistance Force (ISAF) in Afghanistan en ook aan EU- en VN-missies wordt een bijdrage geleverd. Op binationaal gebied werkt de landmacht zeer nauw samen met haar Duitse evenknie, het Heer. Deze Duits-Nederlandse militaire samenwerking wordt gezien als een lichtend voorbeeld van Europese defensiesamenwerking en wordt effectiever geacht dan vergelijkbare initiatieven als de Frans-Duitse Brigade. In 2014 werd de 11 Luchtmobiele Brigade geïntegreerd in de Duitse Division Schnelle Kräfte; in 2016 werd het Duits-Nederlandse 414 Tankbataljon onderdeel van de 43 Gemechaniseerde Brigade, die vervolgens geïntegreerd werd in de Duitse 1. Panzerdivison. Verder werd in 2018 de Duitse Flugabwehrraketengruppe 61 onderdeel van het Defensie Grondgebonden Luchtverdedigingscommando. De samenwerking strekt zich eveneens uit tot de gezamenlijke aanschaf, modernisering en interoperabiliteit van materieel. In 2023 werd ook de derde gevechtsbrigade van de landmacht, 13 Lichte Brigade, geïntegreerd in een Duitse divisie.

### Reorganisaties

#### Bezuinigingen
De Landmacht heeft, evenals de andere krijgsmachtdelen, jarenlang een periode van reorganisaties en daarmee gepaard gaande opheffingen van eenheden of het ontstaan van nieuwe eenheden doorgemaakt. Enkele voorbeelden hiervan zijn:
- Samenvoeging van de Explosieven Opruimingsdiensten van de landmacht en de Duik- en Demonteergroep van de Koninklijke Marine tot de Explosieven Opruimingsdienst Defensie (EODD) in 2009.
- Samenvoeging van 103 ISTAR-bataljon met gelijkwaardige CLSK-, CZSK- en KMar-eenheden tot Joint ISTAR Commando (JISTARC), onder OOCL.
- Oprichting van het Defensie Grondgebonden Luchtverdedigingscommando (DGLC) in 2012. Dit commando omvat grondgebonden luchtverdedigingseenheden van alle krijgsmachtdelen.
- Inkrimping van het Korps Nationale Reserve tot 3 bataljons in 2012 met een sterkte van circa 900 militairen per bataljon.
- Oprichting van het VuursteunCommando in 2013. Dit commando omvat de korpsen Veldartillerie en Rijdende Artillerie. Ook zijn hierin mortiereenheden van 11 Luchtmobiele Brigade en het Korps Mariniers opgenomen. De verkleinde eenheid omvat 425 man.
- Herziening logistieke capaciteit wegvervoer met een personeelsreductie van 250 personen. Samenvoeging van 100 en 200 Bevoorradings- en Transportbataljon en Defensie Verkeers- en Vervoersorganisatie-compagnie tot het Bevoorrading- en Transportcommando vanaf april 2015.[47]
- Omvorming van 13 Gemechaniseerde Brigade tot lichte brigade in 2015.
- Omvorming bij het Joint ISTAR Commando (JISTARC) van 1 verkenningseskadron tot inlichtingen verkenningseskadron en opheffing van het 2e verkenningseskadron JISTARC in 2015. De activiteiten worden voortgezet door een nieuw Brigade Verkenningseskadron van 11 Luchtmobiele Brigade. Hierdoor beschikken zowel 11 Luchtmobiele Brigade, 13 Lichte Brigade en 43 Gemechaniseerde Brigade over een 'eigen' verkenningseskadron.

#### Investeringen

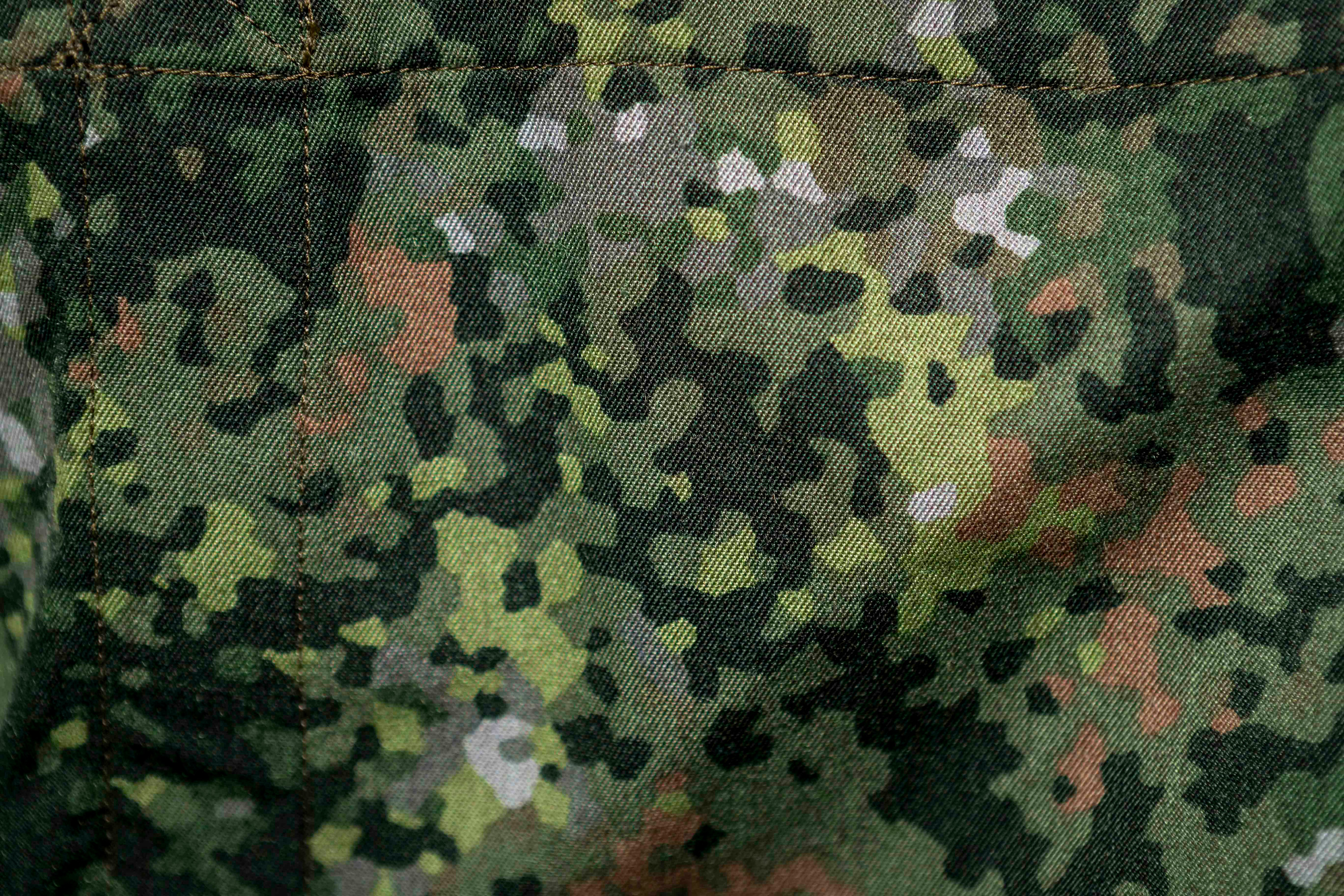
NFP-Green

Als gevolg van de verslechterde internationale veiligheidssituatie wordt er sinds 2014, na jaren van enorme bezuinigingen, weer geïnvesteerd in defensie. Sinds het begrotingsdieptepunt in 2014 is het defensiebudget tot 2018 met 25% gestegen. Ook de Koninklijke Landmacht profiteert van de budgetverhoging. Veel uitgestelde investeringen kunnen worden gerealiseerd.
- Sinds 2021 is, na veelvuldig uitstel, de uitrol van nieuwe gevechtsuitrusting begonnen onder de projecten Verbeterd Operationeel Systeem Soldaat (VOSS) en het Defensie Operationeel Kleding Systeem (DOKS). De nieuwe gevechtsuitrusting bestaat uit onder meer vesten, rugzakken en ballistische bescherming. Deze uitrusting wordt geleverd in het nieuwe, door TNO ontwikkelde camouflagepatroon Netherlands Fractal Pattern (NFP).
- Eind 2020 zijn een tweede CBRN-verdedigingscompagnie, een CBRN-responseenheid en een multidisciplinaire trainingsfaciliteit ingericht.
- De invoering van nieuwe operationele Scania Gryphus-vrachtwagens en Iveco Manticore-pantserwagens.
- De CV-90, Pantserhouwitser 2000, Bushmaster en Fennek pantservoertuigen ondergaan een Midlife Update (MLU).
- Legeringsgebouwen en kazernes worden vernieuwd.
- Munitietekorten worden opgelost en bestaande munitievoorraden worden opgehoogd.
- Met de (her)oprichting van de 41 Afdeling Artillerie van het VuursteunCommando beschikt de Landmacht weer over een specifieke eenheid voor de operationele inzet van vuursteun met pantserhouwitsers en 120mm-mortieren.
- Met de oprichting van 414 Tankbataljon beschikt de landmacht weer over de Leopard 2 gevechtstank.
- Met de oprichting van het Wapen van de Informatiemanoeuvre en de twee daarbinnen gelegen korpsen, het Korps Inlichtingen & Veiligheid 'Prinses Alexia' en het Korps Communicatie & Engagement 'Prinses Ariane' respectievelijk, consolideert de landmacht haar positie binnen het informatiedomein.
- De Fennek SWP- en NASAMS-luchtverdedigingssystemen worden vervangen door nieuwe systemen waarmee een tweede luchtverdedigingsbatterij wordt gevormd.
- De grondgebonden vuursteun wordt verder versterkt met het vormen twee identieke afdelingen artillerie, elk met twee PzH-batterijen en één batterij raketartillerie met PULS-systemen.
- 43 Gemechaniseerde Brigade, 13 Lichte Brigade, 11 Luchtmobiele Brigade en het Korps Commandotroepen worden ondergebracht in nieuw op te richten commands. 43 Gemechaniseerde Brigade in het Heavy Infantry Command en 13 Lichte Brigade in het Medium Infantry Command. 11 Luchtmobiele Brigade en het Korps Commandotroepen integreren in het SOF/Rapid Reaction Command.

## Materieel

### Infanterie
Het standaardwapen van de Koninklijke Landmacht is het Colt C7 geweer of de Colt C8 karabijn, geproduceerd door Colt Canada (voorheen Diemaco). Deze wapens ondergingen in 2009 een uitgebreide modernisering: de wapens werden voorzien van zandkleurige onderdelen. Verder werden de wapens voorzien van een inschuifbare kolf, rails om wapenaccessoires op te bevestigen en een verticale greep met ingebouwde tweepoot. Tevens werden de ELCAN-richtmiddelen vervangen door Zweedse Aimpoint CompM4 red dot-vizieren. Special operations forces van het Korps Commandotroepen gebruiken aangepaste HK416- en SIG MCX-karabijnen. Het standaard secondaire wapen is binnen de gehele Nederlandse krijgsmacht, is het Oostenrijkse Glock 17-pistool.
Scherpschutters, intern bekend als snipers, zijn uitgerust met het Accuracy International AX- en HK417-precisiegweer, en het Barrett M107A1 antimaterieel-geweer. Ondersteunend vuur wordt geleverd door het FN Minimi lichte machinegeweer, het FN MAG middelzwaar machinegeweer en het FN M2 QCB zware machinegeweer, indirecte vuursteun wordt geleverd door Hirtenberger M6 60mm- of L16 81mm mortieren. De L16-mortieren worden vervangen door nieuwe Hirtenberger M8 81mm-mortieren.

### Pantser
De gevechtstank van de landmacht is de Leopard 2. Het Zweedse CV9035NL is het infanteriegevechtsvoertuig, op het slagveld ondersteund door Boxer pantserinfanterievoertuigen. Verkenningseenheden gebruiken het lichte bepantserde Fennek verkenningsvoertuig.

### Artillerie en luchtverdediging
Het Vuursteuncommando is uitgerust met twee artilleriesystemen: drie batterijen uitgerust met PzH2000NL pantserhouwitsers en één batterij uitgerust met 120 mm Brandt Rayé zware mortieren. Op termijn krijgt de landmacht tevens de beschikking over het PULS-rakatartilleriesysteem. Luchtverdediging over lange afstand wordt uitgevoerd met de gemoderniseerde MIM-104 Patriot luchtverdedigingssystemen in gebruik bij het Defensie Grondgebonden Luchtverdedigingscommando. Zowel PAC-2, als PAC-3 luchtdoelraketten zijn in gebruik. Tevens zet landmachtpersoneel voor de korte tot middellange afstand NASAMS 2, Fennek Stinger Weapon Platforms en TRML systemen.

### Overige wielvoertuigen
Voor inzet in gebieden die aanvullende bescherming vereisen zet de landmacht het Australische Bushmaster gepantserde wielvoertuig in. Naar verwachting stromen vanaf eind 2023 1.185 nieuwe gepantserde terreinvoertuigen van Iveco Defence Vehicles binnen. Deze Iveco Manticore wordt geleverd in verschillende varianten. Binnen de landmacht zijn verschillende versies van de Mercedes-Benz G 'Wolf' in gebruik, waaronder lichtgepantserde tactische uitvoeringen als de G280 CDI. De Volkswagen Amarok heeft een groot deel van de Mercedes-Benz vloot vervangen die werden gebruikt voor dagelijkse werkzaamheden en de vredesbedrijfsvoering. Special operations forces van het Korps Commandotroepen hebben de beschikking over de VECTOR-terreinwagen; dit voertuig is voor, en in samenwerking met de commando's ontwikkeld voor gebruik bij speciale operaties. Voor elektronische oorlogsvoering en CBRN-verdedigingstaken worden Fuchs- en aangepaste Bushmaster-pantserinfanterievoertuigen gebruikt.

### Genie en logistiek
Het Regiment Genietroepen gebruikt meerdere voertuigen op basis van de Leopard 1 en Leopard 2 tank, zoals de Buffel-bergingstank, de Leguaan-brugleggende tank en het Kodiak-geniedoorbraaksysteem. Voor transport van goederen en troepen, en overige logistieke taken gebruikt de landmacht meerdere typen vier-, zes-, tien- en vijftien-tons vrachtwagens. Deze vrachtwagens zijn voornamelijke van de merken DAF en Scania. Gedurende operaties die een hoge mate van mobiliteit vergen kan gebruik worden gemaakt van het Luchtmobiel Speciaal Voertuig, KTM-motorfietsen en Suzuki-quads.

### Onbemande systemen
Binnen de landmacht zijn er meerdere onbemande verkenningssystemen in gebruik. Zo zijn onder andere PD-100 Black Hornet, AeroVironment RQ-11B DDL Raven, Boeing Insitu ScanEagle, AeroVironment Wasp III, AeroVironment RQ-20 Puma and Boeing Insitu RQ-21 Blackjack systemen in gebruik. Een groot deel van deze systemen zijn in gebruik bij de 107 Aerial Systems Batterij van het JISTARC. Verder beschikt de Robotica en Autonome Systemen (RAS)-eenheid binnen 13 Lichte Brigade over zes Milrem THeMIS- en twee Rheinmetall Mission Master-onbemande grondsystemen.

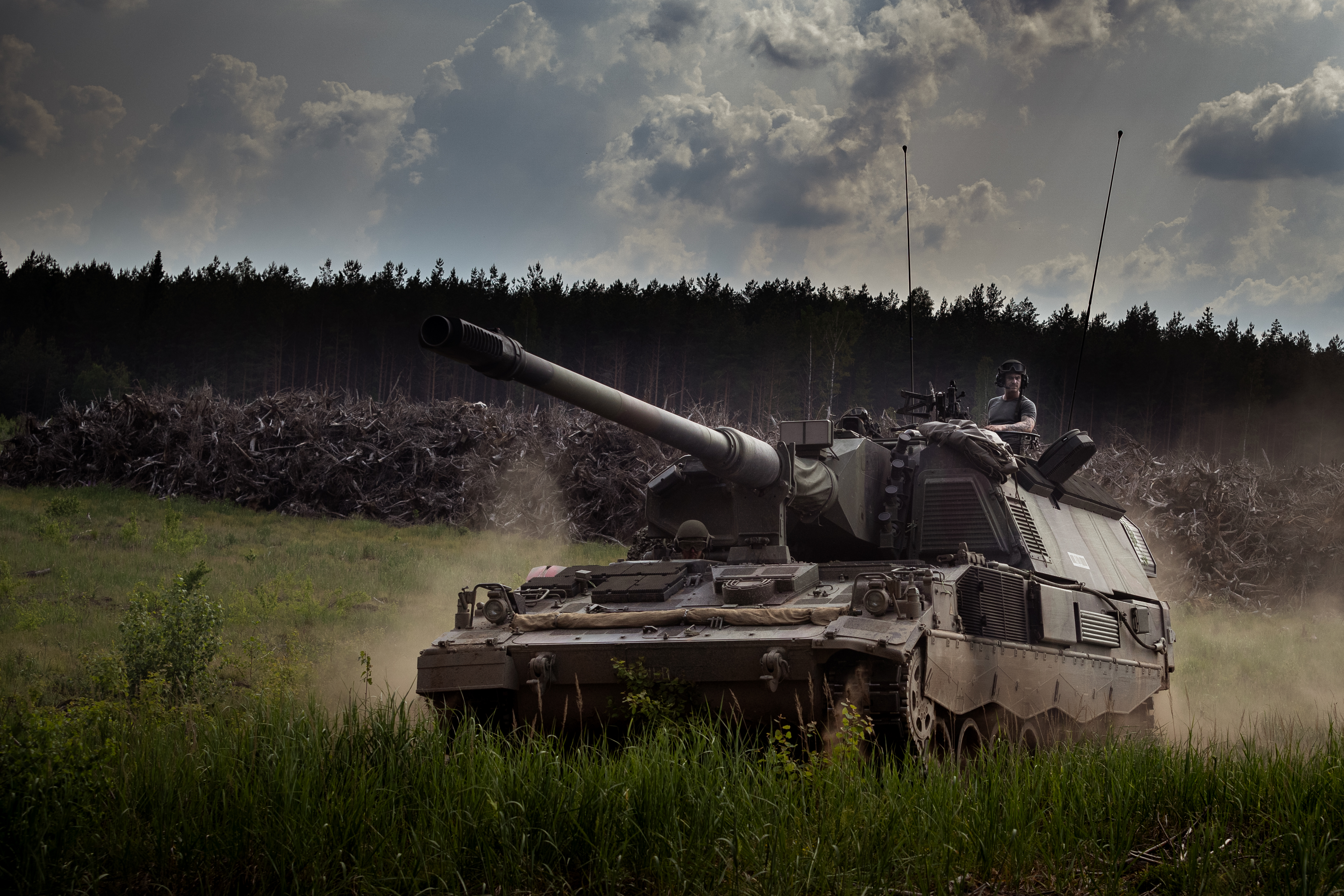
Pantserhouwitser 2000NL
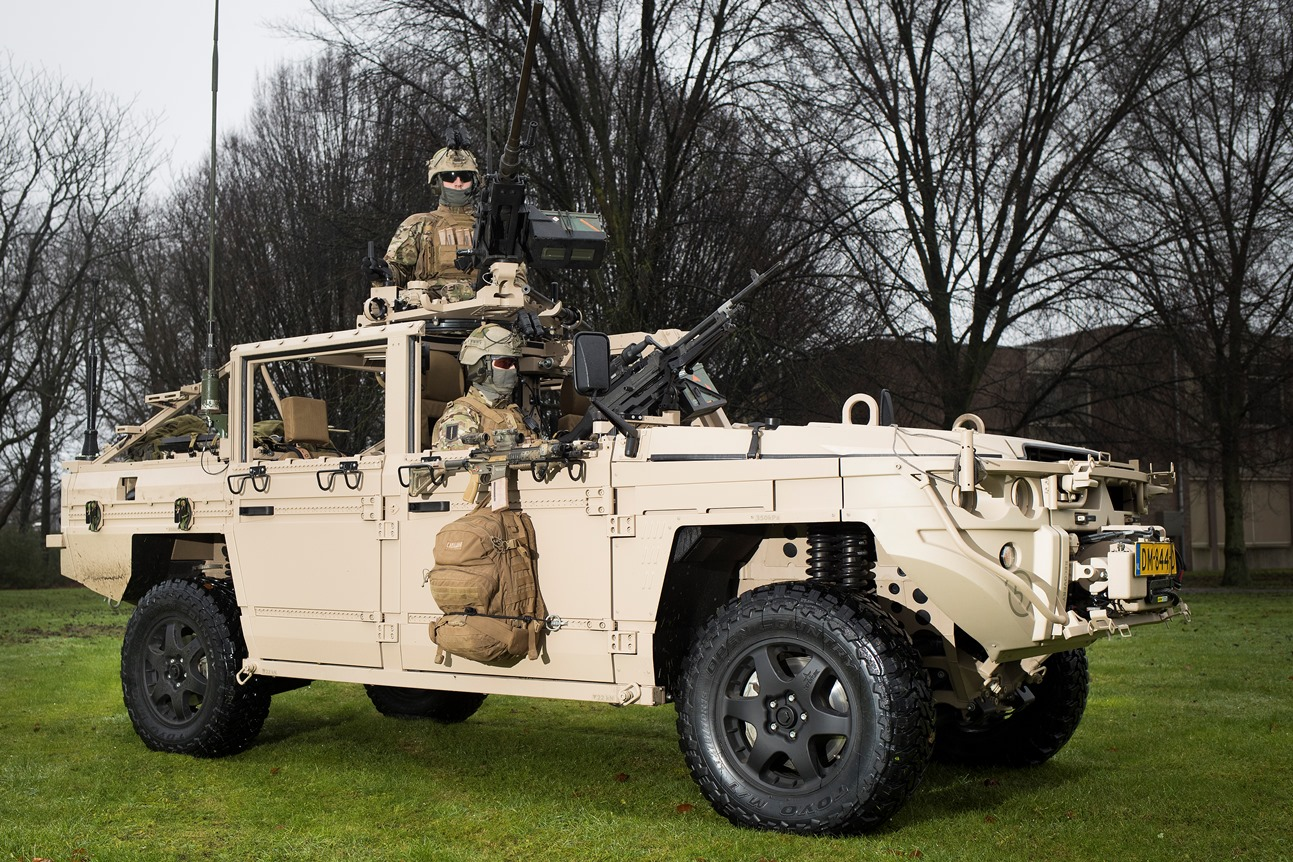
Defenture VECTOR
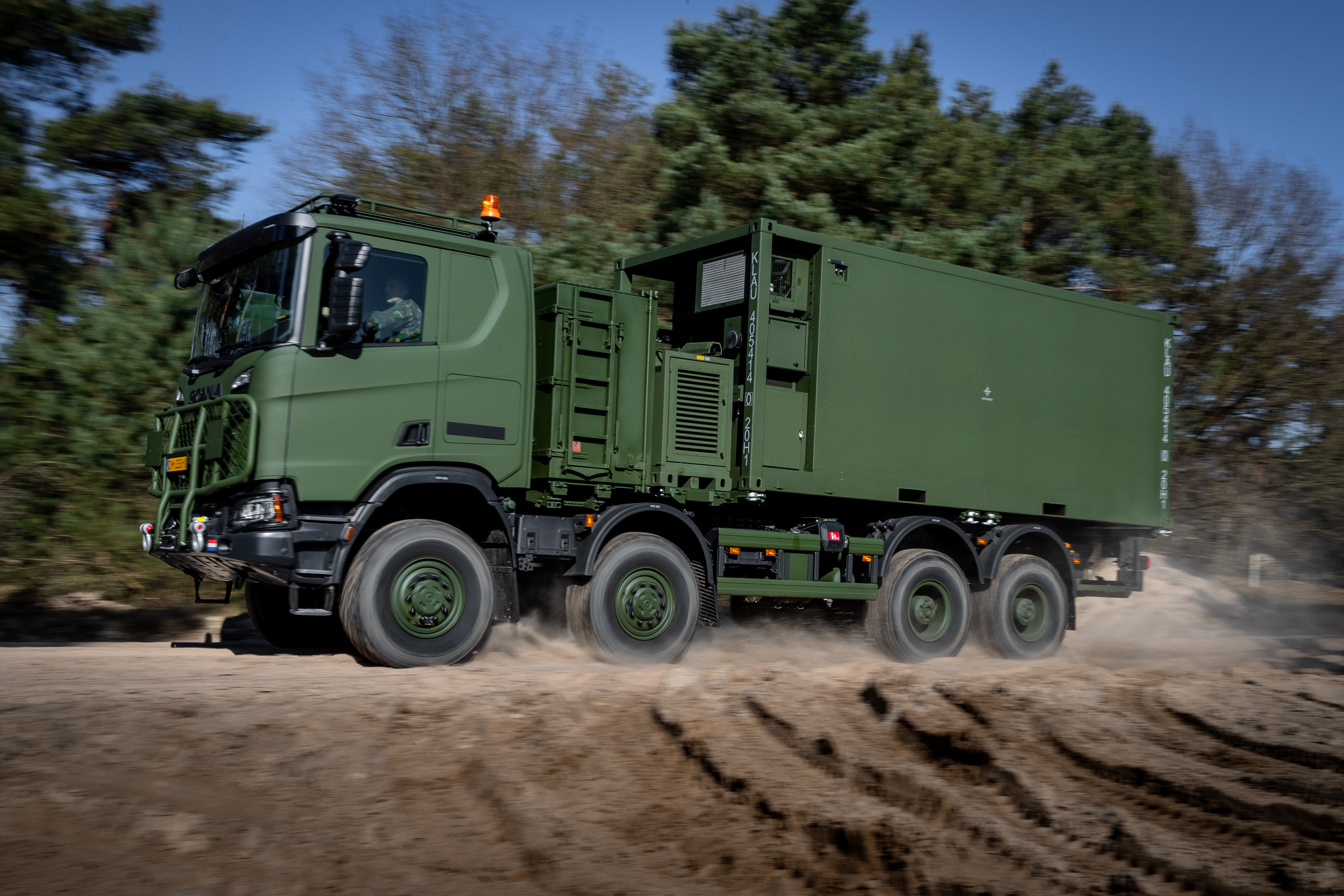
Scania Gryphus
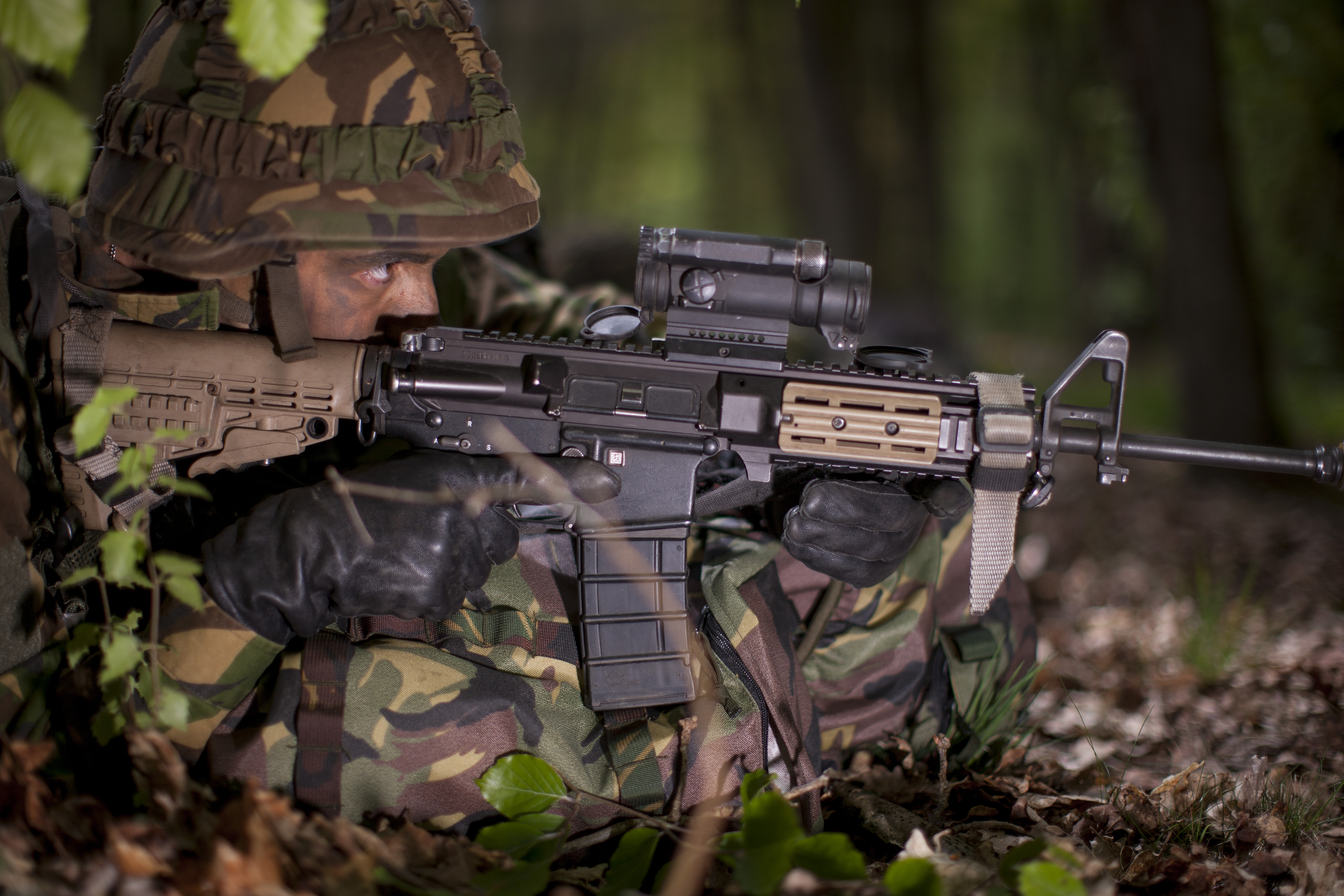
Colt C8NLD
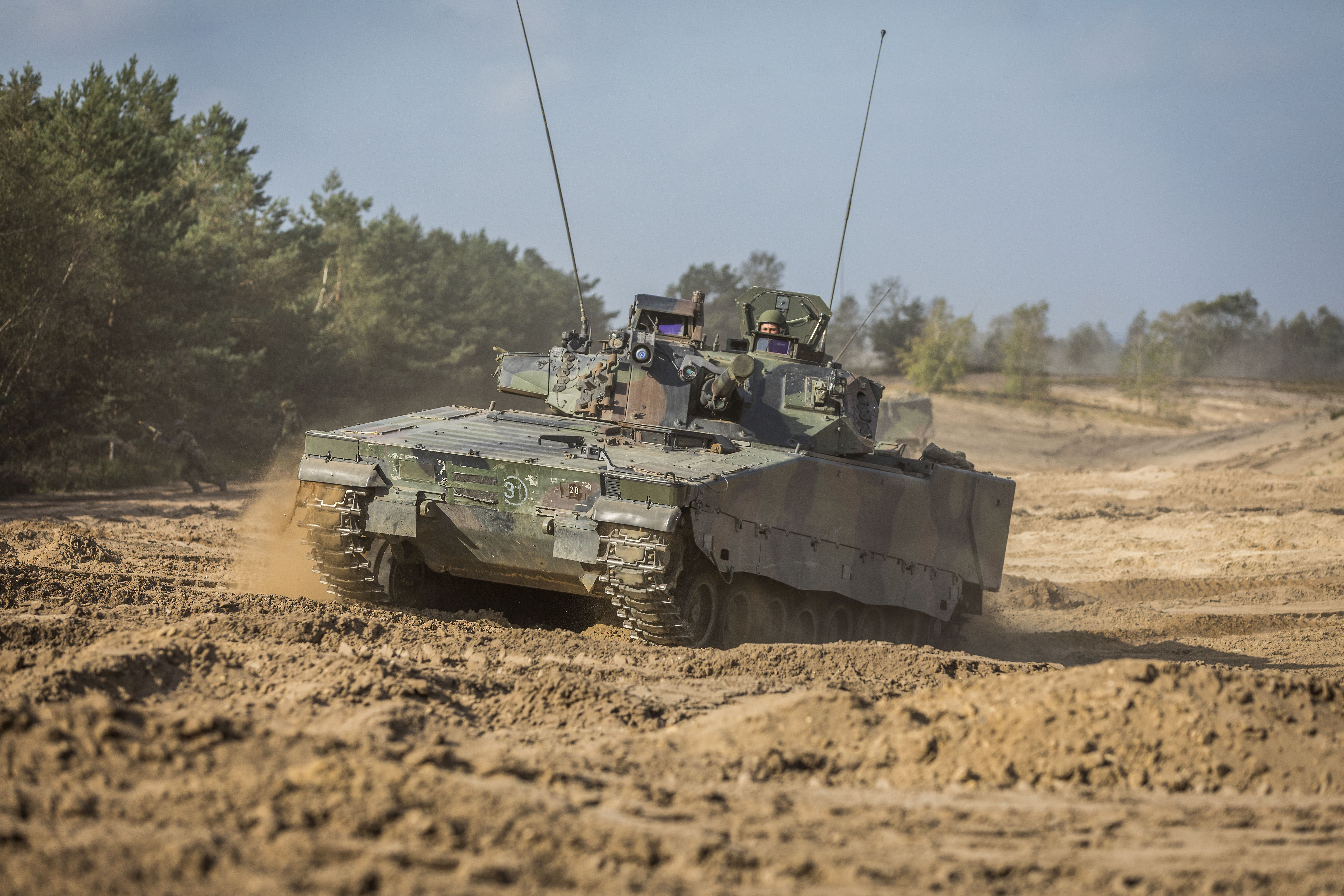
CV9035NL

## Tradities

### Traditionele indeling van eenheden
Naast de hiërarchieke indeling kent de landmacht eveneens een traditionele indeling in wapens en dienstvakken. Ook de zeestrijdkrachten kennen een indeling in dienstvakken. De luchtstrijdkrachten kennen een dergelijke indeling niet. In het algemeen valt een gevechts- of gevechtssteunende eenheid onder een wapen, en wordt een ondersteunende eenheid door een dienstvak uitgevoerd. Er zijn uitzonderingen: de Genie en de Verbindingsdienst voeren ondersteunende taken uit, maar vallen onder wapens.
De wapens en dienstvakken kunnen weer onderverdeeld worden in één of meerdere regimenten en korpsen. Dit zijn administratieve organisaties die de tradities van de eenheden bewaren. Voor de Tweede Wereldoorlog hadden regimenten slechts een nummer (met uitzondering van de regimenten Grenadiers en Jagers), maar in de jaren vijftig van de twintigste eeuw kregen de regimenten een historische naam toebedeeld. Kenmerkend voor een Nederlands regiment is dat het over een vaandel of standaard beschikt. Een ander kenmerk is dat het regiment een louter traditionele functie vervult. Anders dan in bijvoorbeeld Frankrijk, worden eenheden genummerd. Deze nummering is gebaseerd op de oude indeling van het leger in divisies. Iedere divisie bestond uit een aantal regimenten die vervolgens weer uit meerdere bataljons bestonden. Een voorbeeld hiervan is 42 Bataljon Limburgse Jagers. Historisch zou dit gezien moet worden als een bataljon van het 2e Regiment Infanterie, onderdeel van de 4e divisie. In de jaren zestig van de 20ste eeuw werd de landmacht al gereorganiseerd en oude, verdwenen regimenten kregen in de vorm van een herwaardering van de traditiebeleving hun nieuwe traditionele functie.
De eenheid van regiment is een zuiver ceremoniële functie. De regimentscommandant heeft er vrijwel altijd een reguliere functie bij. Vaak zijn bepaalde functionarissen op het opleidingsinstituut van het betreffende Wapen of Dienstvak ook regimentscommandant. Er is ook een regimentsadjudant. Het regiment draagt bij aan het zogenaamde "esprit de corps", het korpsgevoel en saamhorigheid. Ondanks de samenvoeging van regimenten, wordt nu steeds meer de waarde beseft die een regiment kan hebben voor het moreel en gevoel van eenheid van militairen. Een regiment draagt een rijke historie met zich mee, die soms rationeel gezien kunstmatig aandoet, maar wel effectief en belangrijk is. Hierbij kan worden gedacht aan 45 Pantserinfanteriebataljon, dat recentelijk de tradities van het Regiment Infanterie Oranje Gelderland op zich heeft genomen.

#### Wapens
De landmacht kent de volgende wapens, regimenten en korpsen:
| Regiment                                         | Eenheid | Jaar                                   | Baretembleem                           | Details |                                        |                                        |
| Wapen der Infanterie (Garderegimenten)           | Wapen der Infanterie (Garderegimenten)                                                                                            | Wapen der Infanterie (Garderegimenten) | Wapen der Infanterie (Garderegimenten) | Wapen der Infanterie (Garderegimenten) | Wapen der Infanterie (Garderegimenten) | Wapen der Infanterie (Garderegimenten) |
| ------------------------------------------------ | --- | -------------------------------------- | -------------------------------------- | --- | -------------------------------------- | -------------------------------------- |
| Garderegiment Grenadiers en Jagers               | 11 Infanteriebataljon | 1995                                   |                                        | Gevormd door samenvoeging van de afzonderlijke garderegimentenen 'Grenadiers' en 'Jagers' in 1995, oorspronkelijk opgericht in 1829. |                                        |                                        |
| Garderegiment Fuseliers Prinses Irene            | 17 Pantserinfanteriebataljon | 1941                                   |                                        | Opgericht in 1941, zet tradities van de Prinses Irene Brigade voort. |                                        |                                        |
| Wapen der Infanterie (Linieregimenten)           | |                                        |                                        | |                                        |                                        |
| Regiment Infanterie Prins Johan Willem Friso     | 44 Pantserinfanteriebataljon | 1813                                   |                                        | Voormalige 1e en 9e Regiment Infanterie, opgericht in 1813. |                                        |                                        |
| Regiment Infanterie Oranje Gelderland            | 45 Pantserinfanteriebataljon | 1813                                   |                                        | Voormalige 5e en 8e Regiment Infanterie en Troepenmacht in Suriname, opgericht in 1813. |                                        |                                        |
| Regiment Limburgse Jagers                        | 42 Pantserinfanteriebataljon | 1813                                   |                                        | Voormalig 2e, 6e en 11e Regiment Infanterie, opgericht in 1813. |                                        |                                        |
| Regiment Van Heutsz                              | 12 Infanteriebataljon | 1832                                   |                                        | Onderhoudt tradities van het ontbonden Koninklijk Nederlandsch-Indisch Leger, het Nederlands Detachement Verenigde Naties dat vocht in Korea en het Bewakingskorps Koninklijke Landmacht, opgericht in 1832 alhoewel wortels tot 1814 dateren.                                                                                       |                                        |                                        |
| Korps Nationale Reserve                          | • 10 Nationale Reserve Bataljon • 20 Nationale Reserve Bataljon • 30 Nationale Reserve Bataljon                                   | 1914                                   |                                        | Onderhoudt tradities van de Vrijwillige Landstorm, opgericht in 1914. |                                        |                                        |
| Korps Commandotroepen                            | Korps Commandotroepen | 1942                                   |                                        | Opvolger van No. 2 (Dutch) Troop, het Korps Insulinde en het Korps Speciale Troepen, opgericht in 1942. |                                        |                                        |
| Regiment Stoottroepen Prins Bernhard             | 13 Infanteriebataljon | 1944                                   |                                        | Opgericht in 1944 middels samenvoeging van verscheidene verzetsgroepen. |                                        |                                        |
| Regiment Infanterie Menno van Coehoorn           | Opgeheven | 1950                                   |                                        | Voormalige 3e Regiment Infanterie, opgeheven in 1997. |                                        |                                        |
| Regiment Infanterie Chassé                       | Opgeheven | 1950                                   |                                        | Voormalige 7e en 10e Regiment Infanterie, opgeheven in 1995. |                                        |                                        |
| Wapen der Cavalerie                              | |                                        |                                        | |                                        |                                        |
| Regiment Huzaren van Boreel                      | • 11 Brigadeverkenningseskadron • 42 Brigadeverkenningseskadron • 43 Brigadeverkenningseskadron • 104 JISTARC-verkenningseskadron | 1813                                   |                                        | Voormalige 4e Regiment Huzaren. Opgericht in 1813 alhoewel de wortels tot 1585 dateren. |                                        |                                        |
| Regiment Huzaren Prins Alexander                 | Opgeheven | 1950                                   |                                        | Voormalige 3e Regiment Huzaren, vaandel werd opgelegd in november van 2007. Het onderhoud van de tradities van het regiment werd belegd bij het Regiment Huzaren van Boreel. Op 2 juni 2016 werd het regiment definitief opgeheven. Na 20 november 2020 tradities overgegaan in Regiment Huzaren Prinses Catharina-Amalia.           |                                        |                                        |
| Regiment Huzaren van Sytzama                     | Opgeheven | 1951                                   |                                        | Voormalige 1e Regiment Huzaren, vaandel opgelegd in mei van 2011. Het onderhoud van de tradities van het regiment werd belegd bij het Regiment Huzaren van Boreel. Per koninklijk besluit werd het regiment op 2 juni 2016 heropgericht. Na 20 november 2020 tradities overgegaan in Regiment Huzaren Prinses Catharina-Amalia.      |                                        |                                        |
| Regiment Huzaren Prins van Oranje                | Opgeheven | 1979                                   |                                        | Voormalige 2 Regiment Huzaren, vaandel opgelegd in september van 2012. Het onderhoud van de tradities van het regiment werd belegd bij het Regiment Huzaren van Boreel. Per koninklijk besluit werd het regiment op 2 juni 2016 heropgericht. Na 20 november 2020 tradities overgegaan in Regiment Huzaren Prinses Catharina-Amalia. |                                        |                                        |
| Regiment Huzaren Prinses Catharina-Amalia        | • 414 Tankbataljon • Cavalerie Ere-Escorte • Fanfare "Bereden Wapens"                                                             | 2020                                   |                                        | Neemt de tradities over van Regiment Huzaren Prins Alexander, Regiment Huzaren van Sytzama en Regiment Huzaren Prins van Oranje |                                        |                                        |
| Wapen der Artillerie                             | |                                        |                                        | |                                        |                                        |
| Korps Veldartillerie                             | • A-batterij van 41 Afdeling Artillerie • B-batterij van 41 Afdeling Artillerie • D-batterij van 41 Afdeling Artillerie           | 1677                                   |                                        | Veldartillerie, opgericht in 1677. Beschikt over PzH 2000NL houwitsers. |                                        |                                        |
| Korps Rijdende Artillerie                        | C-batterij van 41 Afdeling Artillerie                                                                                             | 1793                                   |                                        | Rijdende artillerie, opgericht in 1793. Beschikt over 120mm Rayé Tracté mortieren. |                                        |                                        |
| Korps Luchtdoelartillerie                        | 13 Luchtverdedigingsbatterij | 1917                                   |                                        | Luchtdoelverdediging, opgericht in 1917. Beschikt over NASAMS luchtverdedigingssystemen, Fennek Stinger Weapon Platforms, en TRML systemen. |                                        |                                        |
| Wapen der Genie                                  | |                                        |                                        | |                                        |                                        |
| Regiment Genietroepen                            | • 11 Geniebataljon • 41 Pantsergeniebataljon • 11 Pantsergeniebataljon • 101 Geniebataljon                                        | 1748                                   |                                        | Opgericht in 1748. |                                        |                                        |
| Wapen van de Verbindingsdienst                   | |                                        |                                        | |                                        |                                        |
| Regiment Verbindingstroepen                      | • Command & Control Ondersteuningscommando • 102 Elektronische Oorlogsvoeringcompagnie                                            | 1874                                   |                                        | Opgericht in 1874. |                                        |                                        |
| Wapen van de Informatiemanoeuvre                 | |                                        |                                        | |                                        |                                        |
| Korps Inlichtingen & Veiligheid 'Prinses Alexia' | Joint ISTAR Commando | 2020                                   |                                        | Opgericht per 20 november 2020 |                                        |                                        |
| Korps Communicatie & Engagement 'Prinses Ariane' | 1 Civiel en Militair Interactiecommando                                                                                           | 2020                                   |                                        | Opgericht per 20 november 2020 |                                        |                                        |

#### Dienstvakken
De landmacht kent de volgende dienstvakken, regimenten en korpsen:
| Regiment                                                  | Eenheid | Jaar                       | Baretembleem               | Details |                            |                            |
| Dienstvak van de Logistiek                                | Dienstvak van de Logistiek                                                                                       | Dienstvak van de Logistiek | Dienstvak van de Logistiek | Dienstvak van de Logistiek | Dienstvak van de Logistiek | Dienstvak van de Logistiek |
| --------------------------------------------------------- | --- | -------------------------- | -------------------------- | --- | -------------------------- | -------------------------- |
| Korps Militaire Administratie                             | Korps Militaire Administratie                                                                                    | 1795                       |                            | Opgericht in 1795. |                            |                            |
| Regiment Geneeskundige Troepen                            | • 400 Geneeskundig Bataljon • 11 Geneeskundige compagnie • 13 Geneeskundige compagnie • 43 Geneeskundige Company | 1869                       |                            | Opgericht in 1869. |                            |                            |
| Regiment Bevoorradings- en Transporttroepen               | • Bevoorrading- en Transportcommando • 11 Bevoorradingscompagnie                                                 | 1905                       |                            | Opgericht in 1905. |                            |                            |
| Regiment Technische Troepen                               | • 11 Herstelcompagnie • 13 Herstelcompagnie • 43 Herstelcompagnie • Materieellogistiek Commando Land             | 1941                       |                            | Opgericht in 1941. |                            |                            |
| Overige dienstvakken                                      | |                            |                            | |                            |                            |
| Dienstvak Technische Staf                                 | • 11 Herstelcompagnie • 13 Herstelcompagnie • 43 Herstelcompagnie • Materieellogistiek Commando Land             | 1954                       |                            | Academisch geschoolde technische ingenieurs, allen officieren. Belast met de verwerving van nieuw materieel en technisch onderzoek, opgericht in 1954. |                            |                            |
| Dienstvak Militair Juridische Dienst                      | Militair Juridische Dienst                                                                                       | 1949                       |                            | Opgericht in 1949. |                            |                            |
| Dienstvak Militair-Psychologische en Sociologische Dienst | Militair-Psychologische en Sociologische Dienst                                                                  | 1973                       |                            | Opgericht in 1973. |                            |                            |
| Dienstvak van de Lichamelijke Oefening en Sport           | Lichamelijke Oefening & Sportorganisatie                                                                         | 2004                       |                            | Opgericht in 2004. |                            |                            |

### Militaire muziek

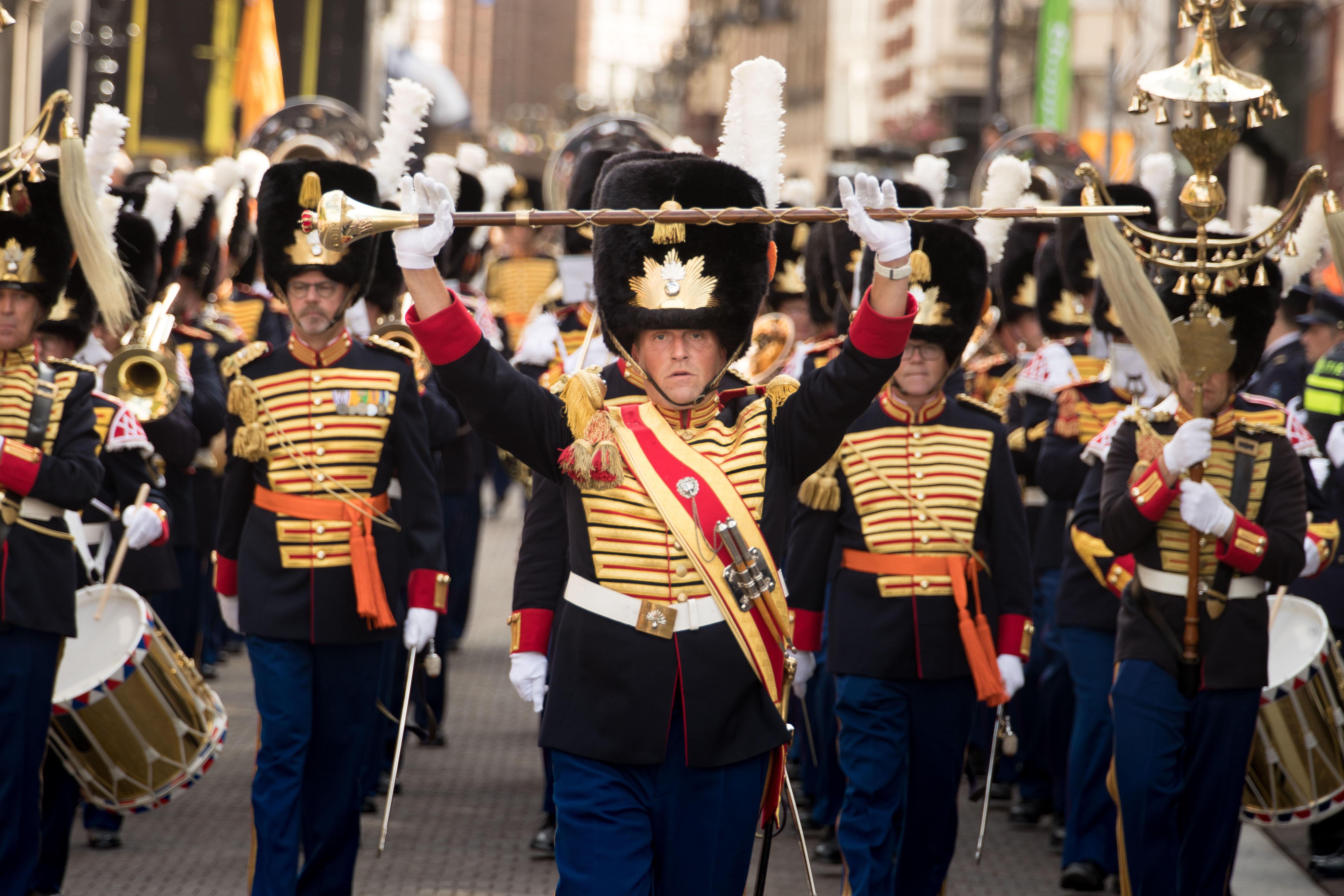
Muzikanten van de Koninklijke Militaire Kapel "Johan Willem Friso" tijdens Prinsjesdag in Den Haag, 2018.

Militaire muziek was lange tijd een communicatiemiddel op de kazerne en het slagveld. Het Signaal Taptoe is daar een voorbeeld van. Marsmuziek hielp militairen vooruit tijdens lange marsen naar het slagveld.
Tegenwoordig speelt militaire muziek een belangrijke rol bij militaire ceremonies, zoals commando-overdrachten en beëdigingen, en nationale gebeurtenissen als Prinsjesdag. Ook verzorgen de militaire muziekkorpsen de muzikale ondersteuning bij het overhandigen van de geloofsbrieven aan de koning. Alle muziekkorpsen bestaan uit actief dienende militairen, met uitzondering van het Fanfare Korps Nationale Reserve dat bestaat uit reservisten.
Binnen de Koninklijke Landmacht bestaan er vier muziekkorpsen:
- Fanfare "Bereden Wapens"
- Fanfare Korps Nationale Reserve
- Koninklijke Militaire Kapel "Johan Willem Friso"
- Regimentsfanfare "Garde Grenadiers en Jagers"

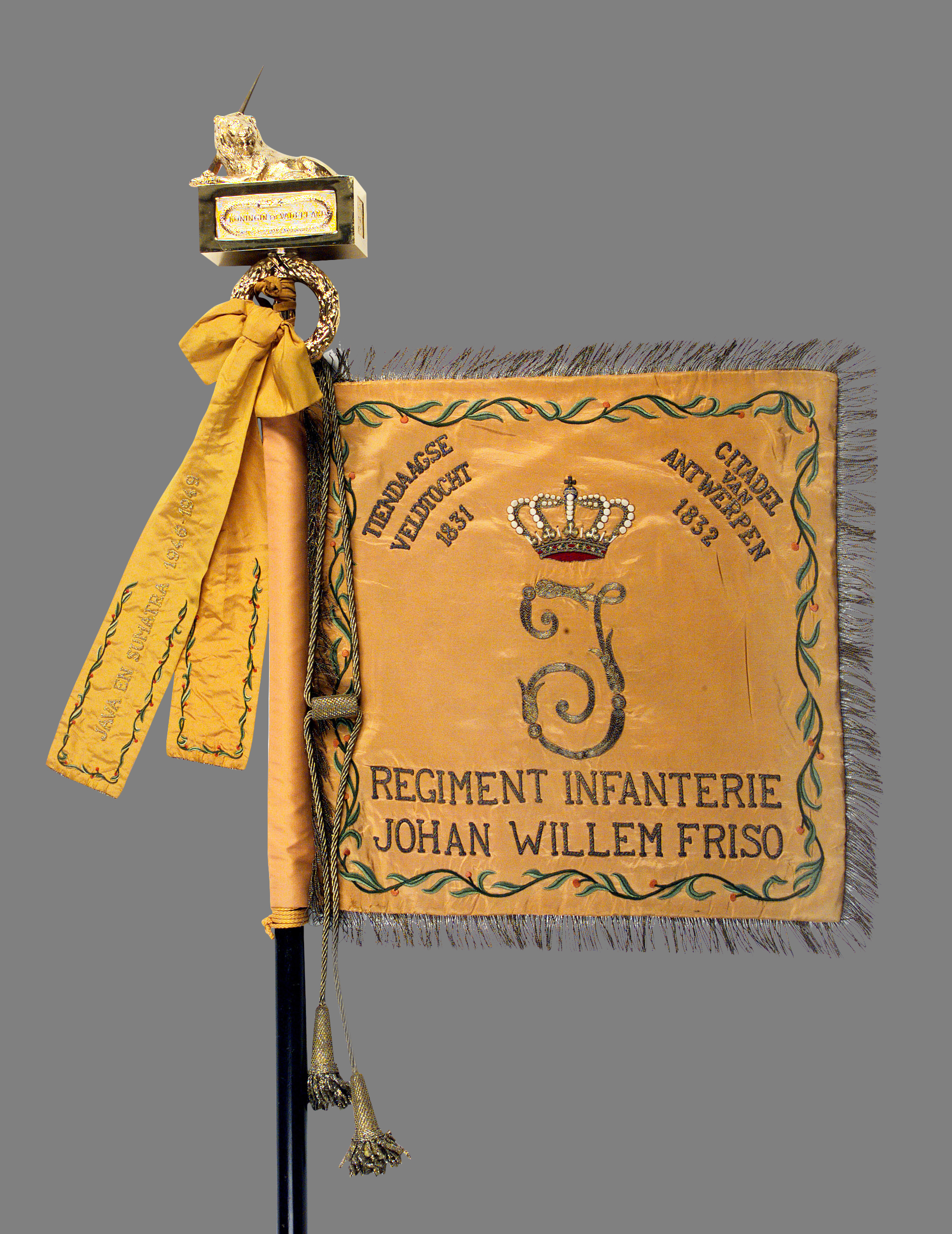
Vaandel van het Regiment Infanterie Prins Johan Willem Friso.

### Vaandels en standaarden
De vaandels en standaarden vormen de belichaming van de historie en het karakter van het desbetreffende regiment of korps. Binnen de Koninklijke Landmacht zijn zowel vaandels als standaarden in gebruik. Een standaard is kleiner van omvang dan een vaandel en heeft een kortere stok. Dat verschil heeft een historische achtergrond. Eenheden te paard konden moeilijk met de lange stok van een vaandel overweg. Daarom zijn bij de bereden eenheden van de Koninklijke Landmacht standaarden in gebruik. Het gaat dan om de cavalerie, rijdende artillerie en veldartillerie. Ook de Koninklijke Marechaussee, oorspronkelijk een bereden eenheid en wapen binnen de Koninklijke Landmacht, heeft een standaard.
In tegenstelling tot het functionele gebruik van vaandels in het verleden, toen zij als oriëntatiepunten op het slagveld dienden, bekleden de vaandels tegenwoordig een louter ceremoniële rol. Bij ceremonies nemen zij een belangrijke plaats in. Militairen leggen bij hun installatie hierop de eed of de belofte af. Ook vormen vaandels een uiterlijke verbinding tussen een eenheid en het Koninklijk Huis. Alleen de koning kan een vaandel of een standaard toekennen. Ter inspiratie worden de krijgsverrichtingen van (de voorgangers van) de eenheid ook vermeld op het vaandel, deze toekenning verloopt per koninklijk besluit. Op 18 oktober 2019 werd bekend dat 16 eenheden van de Koninklijke Landmacht, het Korps Mariniers en de Koninklijke Luchtmacht, het vaandelopschrift "Afghanistan" mogen toevoegen.

## Uniformen
Binnen de Koninklijke Landmacht worden verschillende militaire uniformen gedragen, binnen de landmacht tenuen genoemd. Deze tenuen en de bijbehorende draagwijzen zijn vastgelegd in het Voorschrift Militair Tenue. De landmacht kent vier categorieën tenuen:

### Gevechtstenuen
Het gevechtstenue (GVT) is het tenue waarin de meeste operationele militairen hun dagelijkse werkzaamheden vervullen. In 1993 werd het gevechtstenue GVT 1993 ingevoerd na beproevingen. GVT 1993 was uitgevoerd in een doorontwikkeling van het Britse Disruptive Pattern Material (DPM) camouflagepatroon, geoptimaliseerd voor optreden in bosrijke omgevingen in West-Europa en het standaardpatroon voor militairen in Nederland. Inmiddels is dit gevechtstenue grotendeels uitgefaseerd en vervangen door het interim-gevechtstenue. Het vervangingsproject Defensie Operationeel Kledingsysteem (DOKS) is erop gericht de gedateerde gevechtskleding te vervangen door een modern, gelaagd kledingsysteem. De kleding wordt uitgevoerd in het door en voor Nederland ontwikkelde Netherlands Fractal Pattern. Thans zijn de volgende gevechtstenuen in gebruik:
- Interim GVT: Het interim gevechtstenue is uitgevoerd in NFP Green en is qua model gebaseerd op het bestaande gevechtstenue van het Korps Mariniers. Het tenue werd ingevoerd als interimoplossing tot de vertraagde uitlevering van de nieuwe DOKS-gevechtskleding, die gepland staat vanaf 2026. Ook de uitlevering van de interim gevechtskleding ging gepaard met veelvuldige vertragingen en problemen rondom aanbestedingen. Inmiddels is het grootste deel van de landmacht voorzien van het interim GVT.
- GVT Desert: Naar aanleiding van het toenemend optreden in woestijnachtige gebieden als Irak en Afghanistan werd een speciaal Desert tenue ingevoerd. Het desert-tenue betreft het gebruikelijke GVT, maar dan uitgevoerd in het Amerikaanse Desert Camouflage Pattern. Het GVT Desert wordt binnen het DOKS-project door nieuwe gevechtskleding in het NFP Tan-camouflagepatroon.
- GVT Tropen: Dit tenue betreft het gebruikelijke GVT uitgevoerd in een vijfkleurig camouflagepatroon dat is geoptimaliseerd voor het optreden in tropische omgevingen. Dit tenue wordt veelal gedragen voor jungle-trainingen of optreden in de Caraïbische delen van het Koninkrijk.
- MultiCam: Om militairen op uitzending te kunnen voorzien van moderne gevechtskleding werd in 2018, ter overbrugging tot de vertraagde uitlevering van de DOKS-kleding, besloten tot de aanschaf van MultiCam-gevechtskleding. Dit betreft gevechtstenuen die van de plank worden gekocht van verschillende commerciële partijen, uitgevoerd in het Amerikaanse MultiCam-camouflagepatroon. Het Korps Commandotroepen voerde in 2017 al het tenue met MultiCam-patroon in als haar standaard gevechtstenue.

### Dagelijks tenue
Het dagelijks tenue (DT) vorm het nette pak dat militairen binnen dragen tijdens hun dagelijkse werkzaamheden. In 2000 is het DT 2000 ingevoerd dat is ontworpen door de bekende couturier Frans Molenaar. Het tenue bestaat uit een pantalon (vrouwelijke militairen kunnen kiezen tussen een rok of pantalon), colbertjas, overhemd, stropdas en hoofddeksel (baret, pet of kwartiermuts) en is uitgevoerd in een grijsgroene stof.

### Gelegenheidstenue
Voor bepaalde formele aangelegenheden wordt het gelegenheidstenue (GLT) gedragen. Het GLT bestaat grotendeels uit kledingstukken van het Dagelijks Tenue, echter met een wit overhemd, zwarte stropdas, witte handschoenen, groot model onderscheidingen (Pruisische opmaak) en dragen officieren een oranje bandsjerp.

### Avondtenue
Het avondtenue (AT) wordt bij formele aangelegenheden in de avonduren, zoals een diner of bal, gedragen en bestaat uit een zwarte smoking, vrouwelijke militairen dragen een lange rok, aangevuld met een pet en miniaturen van onderscheidingen. Het avondtenue kan ook in tropenkleuren worden gedragen.

### Ceremonieel tenue
Elk regiment heeft zijn eigen ceremonieel tenue (CT). Militairen van het desbetreffende regiment dragen het CT alleen tijdens bijzondere gelegenheden. Denk daarbij aan Prinsjesdag, staatsbezoeken, een huwelijk van een lid van de koninklijke familie, commando-overdracht of een taptoe. Deze tenuen en de bijbehorende draagwijzen zijn vastgelegd in het Voorschrift Ceremonieel Tenue.

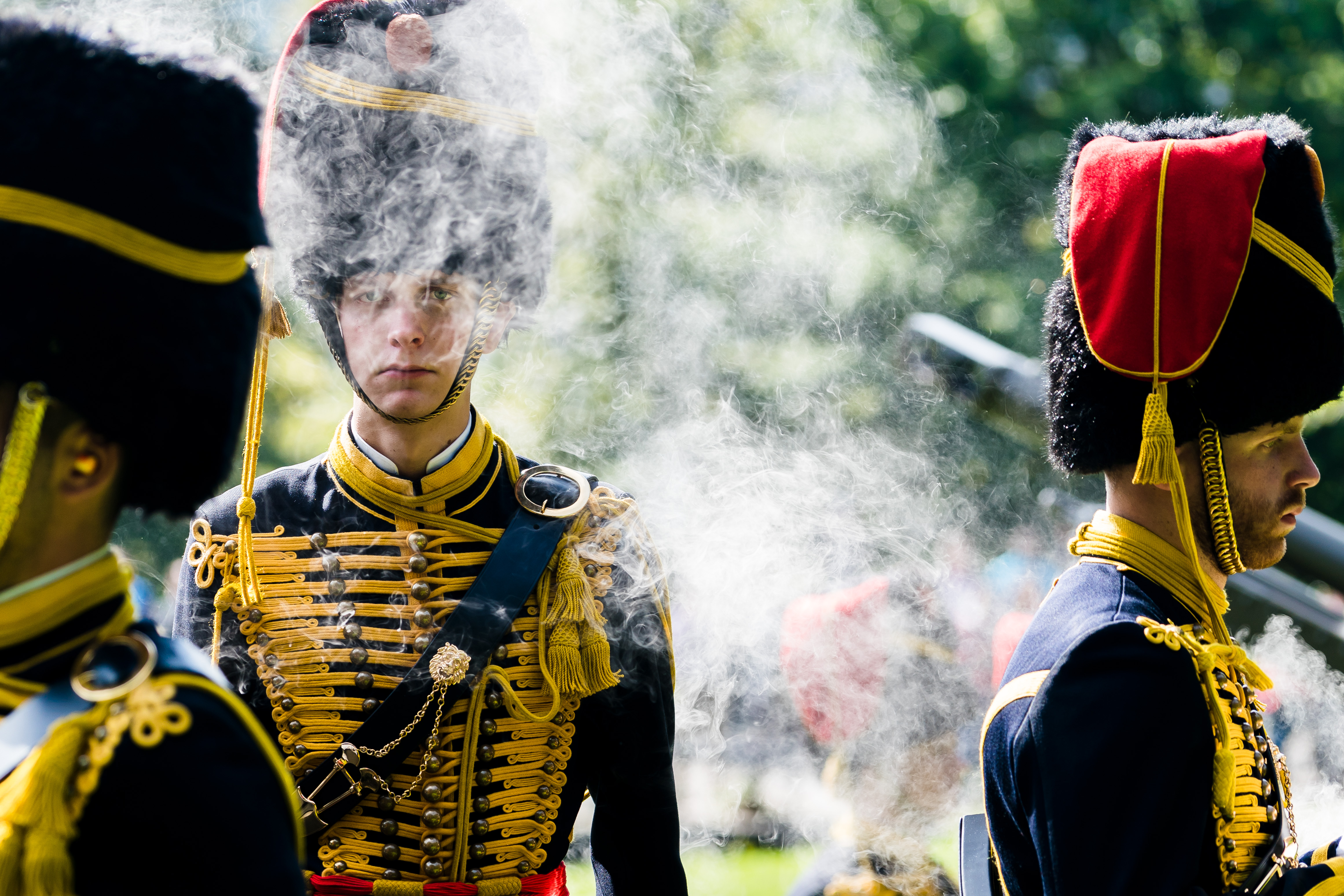
Kannonier in het ceremoniële tenue van het Korps Rijdende Artillerie, ook bekend als Gele Rijders, tijdens het afvuren van saluutschoten tijdens Prinsjesdag.
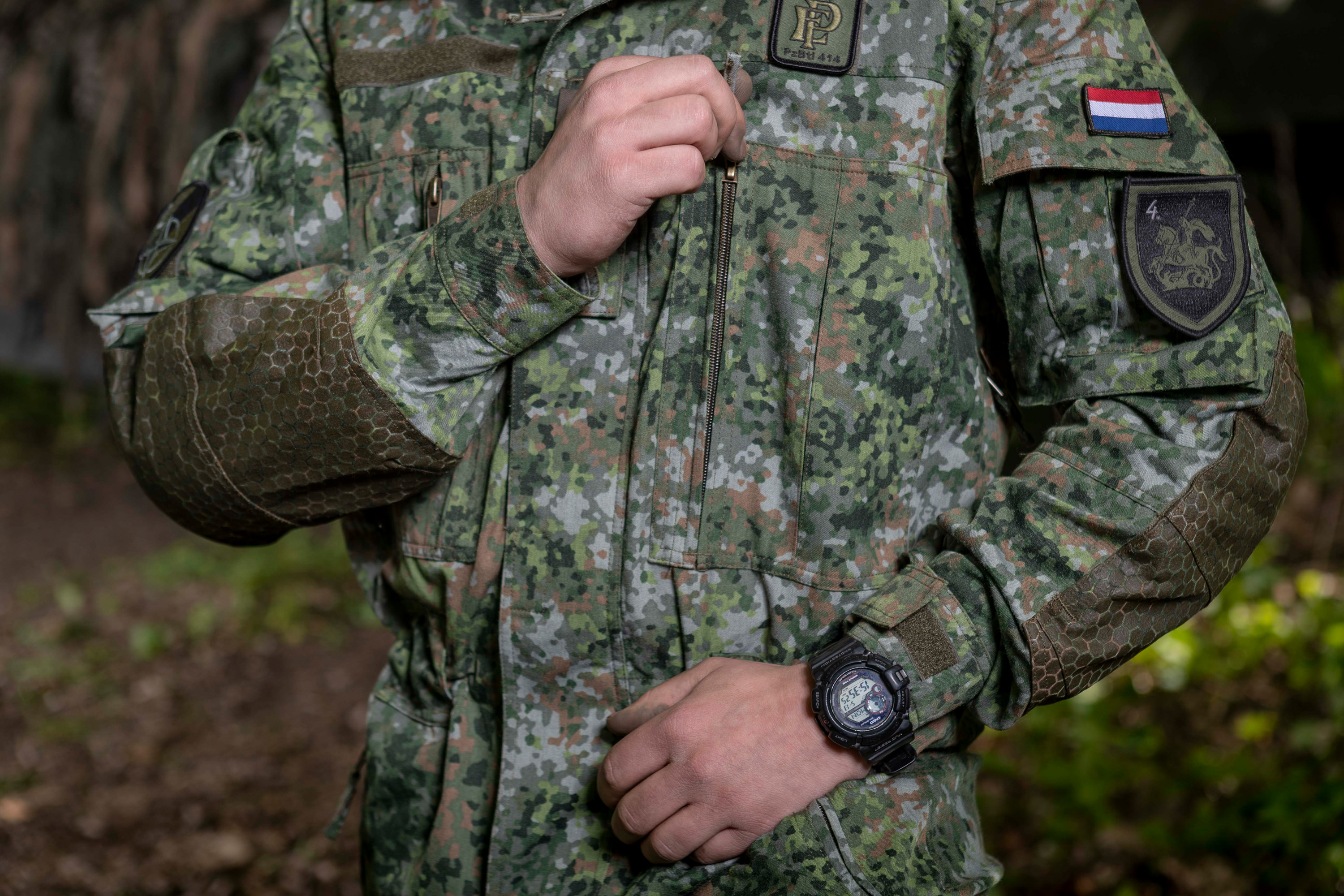
Huzaar van het 414 Tankbataljon in een tankoverall met het nieuwe Netherlands Fractal Pattern-camouflagepatroon.
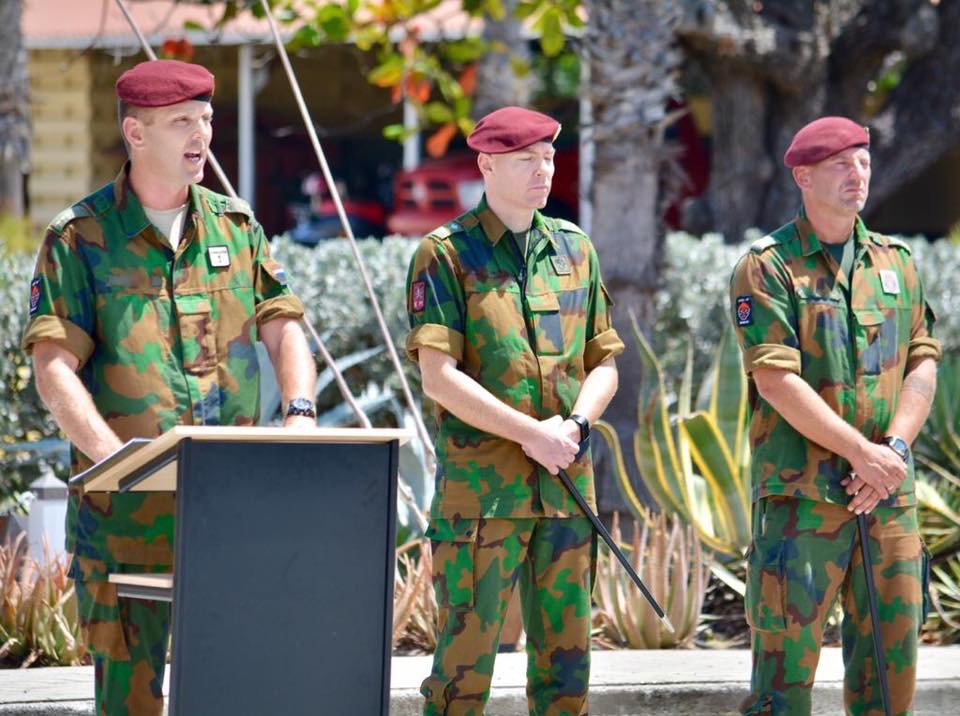
Militairen van de Compagnie in de West (CIDW) in het GVT Tropen tijdens een ceremonie.
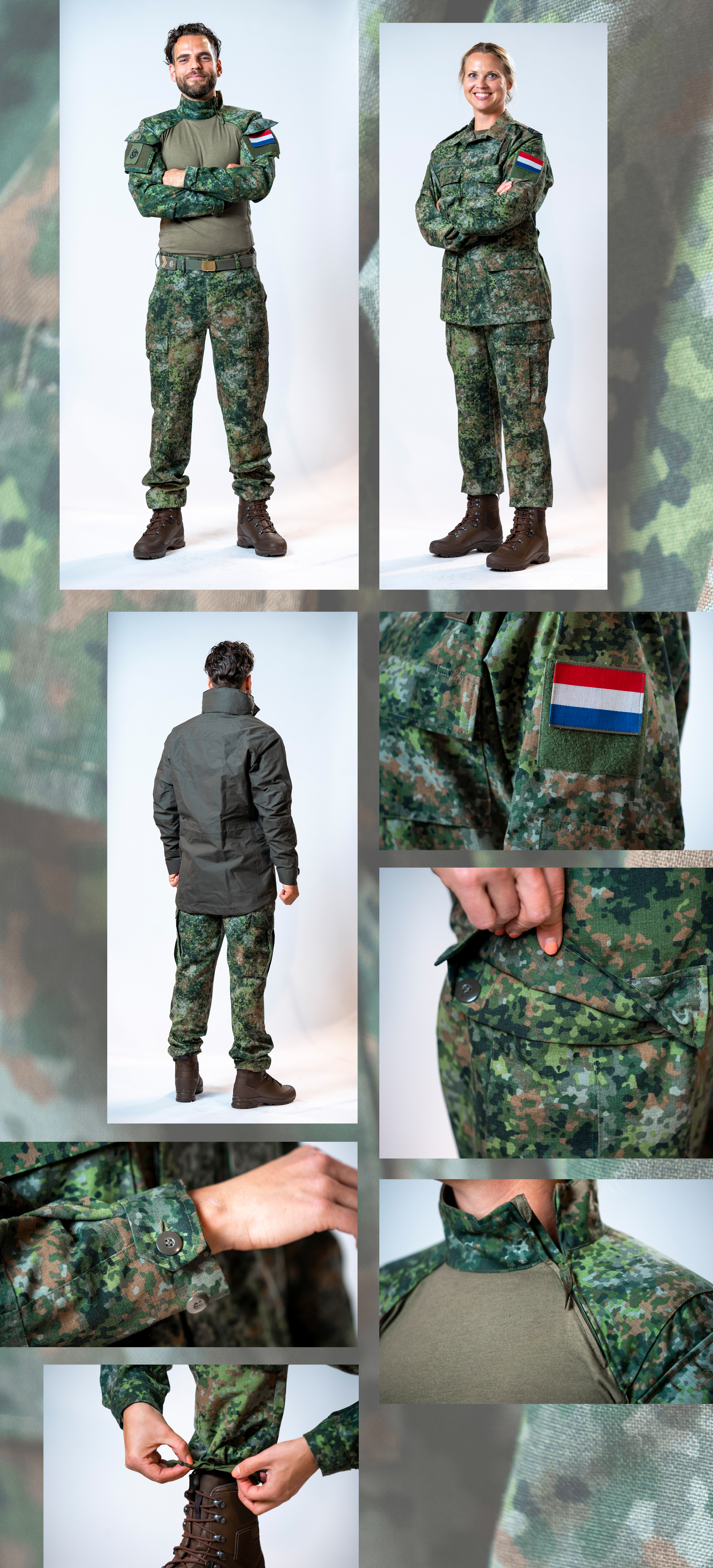
Het interim gevechtstenue in het Netherlands Fractal Pattern-camouflagepatroon.
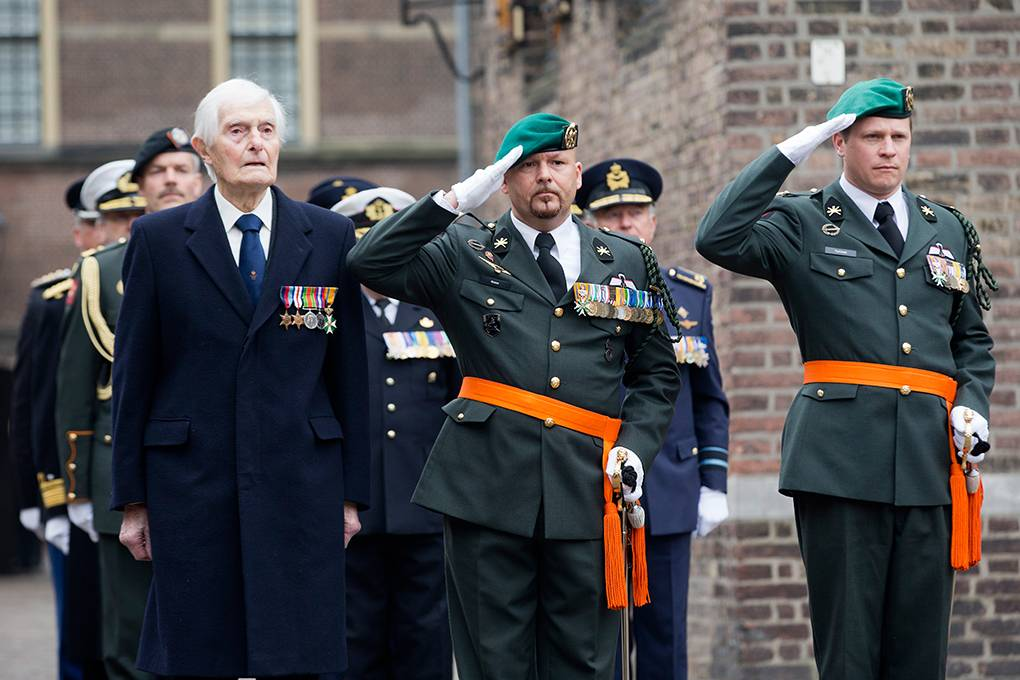
Ridders Militaire Willems-Orde Kenneth Mayhew, majoor Marco Kroon en luitenant-kolonel Gijs Tuinman, de laatste twee in het gelegenheidstenue.

## Rangen
De rangen van de Koninklijke Landmacht zijn vastgelegd per het Koninklijk Besluit van 20 juni 1956. Binnen de landmacht kan de aanspreektitel per wapen verschillen. Zo worden bij het Wapen der Cavalerie soldaten aangeduid met 'huzaar' en kapiteins met 'ritmeester'. Bij het Wapen der Artillerie worden soldaten aangesproken met de titel 'kannonier'.
De landmacht onderkent de volgende rangen en bijbehorende rangonderscheidingstekens:
| NAVO-code | OF-10           | OF-9     | OF-8               | OF-7            | OF-6            | OF-5    | OF-4              | OF-3   | OF-2     | OF-1b            | OF-1a            | OF-D     |
| --------- | --------------- | -------- | ------------------ | --------------- | --------------- | ------- | ----------------- | ------ | -------- | ---------------- | ---------------- | -------- |
| Nederland | Rang afgeschaft |          |                    |                 |                 |         |                   |        |          |                  |                  |          |
| Rang      | Veldmaarschalk  | Generaal | Luitenant-generaal | Generaal-majoor | Brigadegeneraal | Kolonel | Luitenant-kolonel | Majoor | Kapitein | Eerste luitenant | Tweede luitenant | Vaandrig |

| NAVO-code | OR-9/OR-8              | OR-7            | OR-6                   | OR-5     | OR-4                    | OR-3      | OR-2b                 | OR-2a                 | OR-1                  |
| --------- | ---------------------- | --------------- | ---------------------- | -------- | ----------------------- | --------- | --------------------- | --------------------- | --------------------- |
| Nederland |                        |                 |                        |          |                         |           |                       |                       |                       |
| Rang      | Adjudant-onderofficier | Sergeant-majoor | Sergeant der 1e klasse | Sergeant | Korporaal der 1e klasse | Korporaal | Soldaat der 1e klasse | Soldaat der 2e klasse | Soldaat der 3e klasse |

### Koninklijk distinctief
Het koninklijk distinctief is het onderscheidingsteken dat door de Koning der Nederlanden wordt gedragen op het uniform in plaats van het rangonderscheidingsteken.
| Drager                 | Insigne |
| ---------------------- | ------- |
| Koning der Nederlanden |         |